# Präkolumbische Kunst

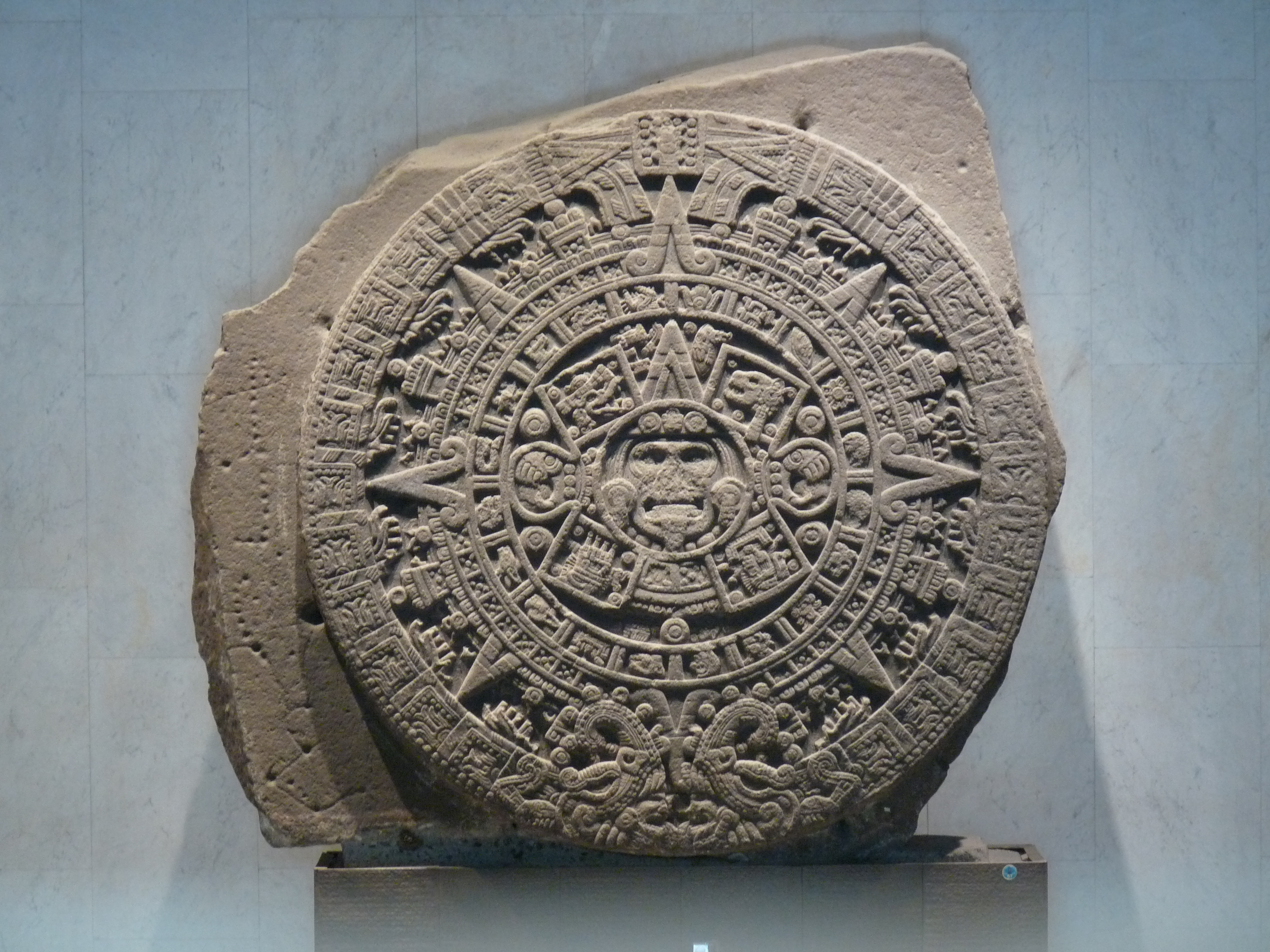
Stein der Sonne

Präkolumbische Kunst ist die Kunst der indianischen Völker vor der Entdeckung Amerikas durch Christoph Kolumbus 1492 und ihrer Kolonisierung im 16. Jahrhundert. Im engeren Sinne werden darunter vor allem die Textilien und Keramiken, Steinskulpturen und -reliefs sowie die Malerei und Architektur der meso- und südamerikanischen Hochkulturen verstanden.

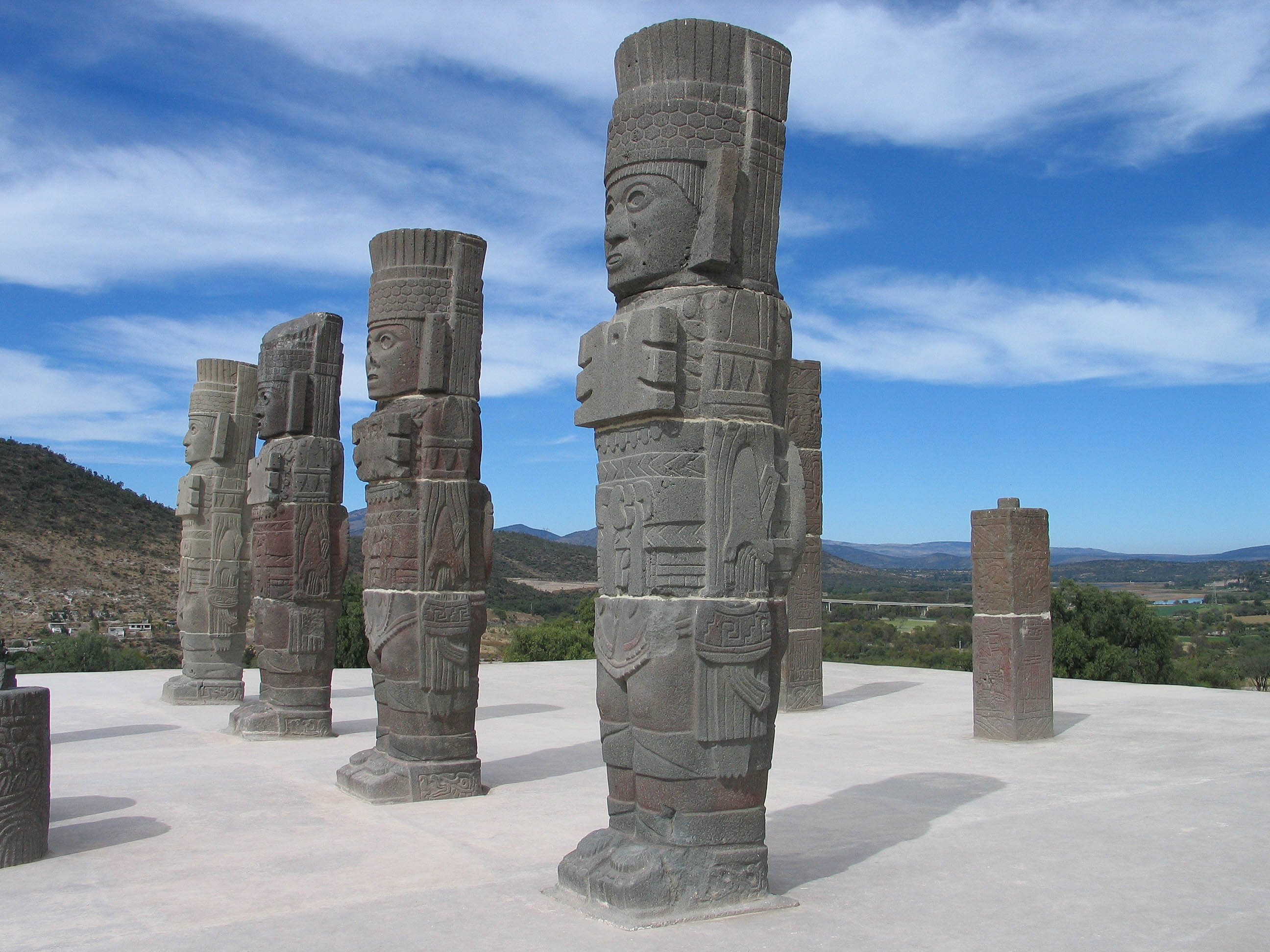
Toltekische Statuen in Tula, 11. Jahrhundert

Aufgrund einer nur rudimentär vorhandenen Schriftkultur kam der Kunst als wichtigstem Kommunikationsmedium der amerikanischen Urbevölkerung besondere Bedeutsamkeit zu. Die wenigsten präkolumbischen Kulturen besaßen jedoch ein eigenes Wort für Kunst, da sie meist untrennbar mit Alltag, Mythos und religiösem Ritual verbunden war. Da diese Kulturtraditionen vielfach endgültig abgebrochen und nur noch archäologisch nachweisbar sind, fällt die Deutung der Kunstwerke, die von ihnen Zeugnis ablegen, oft schwer.

## Geschichte
Kennzeichnend für die präkolumbische Kunst ist der stetige Wandel zwischen eher naturalistischen und abstrakteren Formen, der nicht kontinuierlich, sondern in Phasen verlief. Die Entscheidung für oder gegen einen bestimmten Stil war allein Ausdruck kulturellen Geschmacks und nicht etwa einer zielgerichteten Entwicklung von einer archaischen hin zu einer progressiveren Ästhetik. Periodisierungen sind aufgrund der Heterogenität der künstlerischen Traditionen lediglich innerhalb einzelner Kulturen möglich. Die präkolumbische Kunst ist nahezu ausnahmslos unsigniert, so dass einzelne Künstler nicht bekannt sind.
Die ältesten Kunstzeugnisse in Südamerika sind Höhlenmalereien in der Caverna da Pedra Pintada in Brasilien, die ins 12. Jahrtausend v. Chr. datiert werden. Eine mit roter Farbe auf einen Bisonschädel aufgebrachte Zickzacklinie, gefunden an einem Jagdplatz der Folsom-Kultur in Oklahoma, gilt als älteste bekannte Malerei Nordamerikas und datiert in die Zeit zwischen 10.900 und 10.200 v. Chr.

### Nordamerika

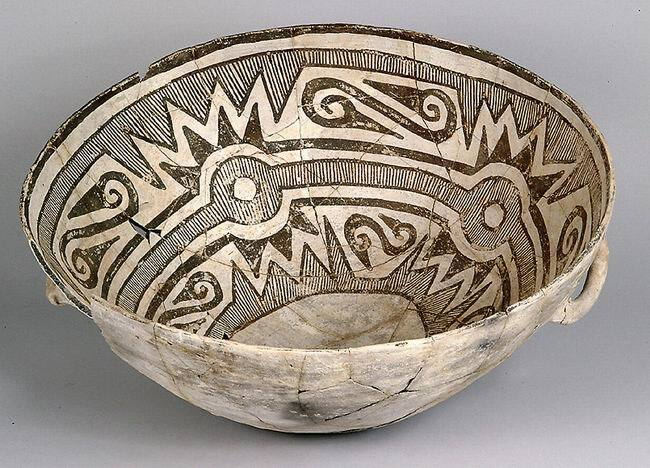
Keramik-Schale der Chaco-Canyon-Kultur, 11.–13. Jahrhundert

In Nordamerika entwickelten sich vor allem an der Westküste und in den östlichen Waldländern um die großen Seen und den Mississippi sehr früh indianische Kulturen, die sich kunsthandwerklich und künstlerisch betätigten. Ihre Arbeiten wurden oft sehr weit gehandelt und überquerten mitunter den halben Kontinent, ehe sie ihren endgültigen Besitzer fanden. Aus diesem Grund lassen sich die gefundenen Objekte häufig nicht eindeutig einer bestimmten Kultur zuordnen. Zudem verwendeten die Indianer oft schnell vergängliche Materialien, was ein Grund dafür ist, warum die präkolumbische nordamerikanische Kunst allgemein weniger gut erforscht ist als die Meso- und Südamerikas. Dies betrifft etwa Artefakte aus Holz, Textilien und die Flechtkunst, besonders aber auch künstlerische Ausdrucksformen wie die Sandbilder der Navajo-Indianer, deren Ursprünge offenbar weit in der Vergangenheit liegen. Archäologisch sehr bedeutsame Fundstätten sind die Mounds, die als Grab- oder Zeremonialstätten dienten.
Nordamerika lässt sich in verschiedene Kulturareale einteilen, die sich, bedingt vor allem durch die facettenreiche Geographie und die verschiedenartigen klimatischen Bedingungen des Kontinents, gesellschaftlich, wirtschaftlich und religiös stark unterscheiden. Seit 1978 hat sich die Untergliederung der Smithsonian Institution allgemein durchgesetzt. Sie teilt Nordamerika in folgende Gebiete ein: Arktis, Subarktis, Nordwestküste, Kalifornien, Südwesten, Großes Becken, Plateau, Prärie und Plains, Nordosten und Südosten.

#### Arktis, Subarktis und Nordwestküste

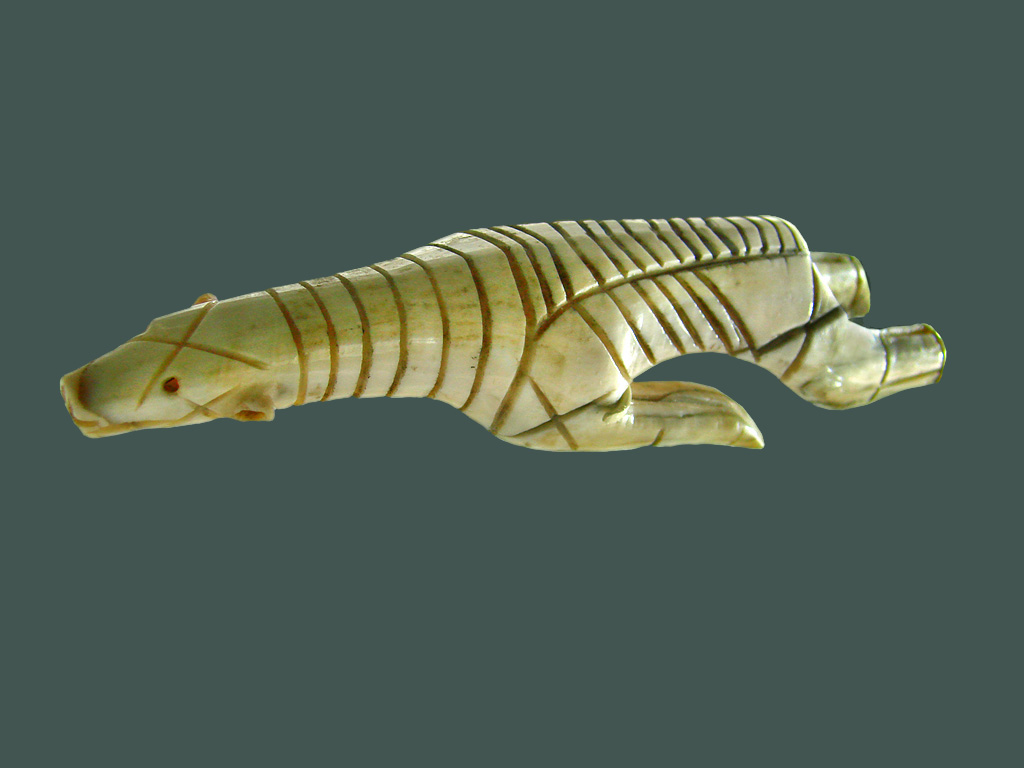
Elfenbeinschnitzerei in Form eines Eisbären, Dorset-Kultur

Den prähistorischen Ipiutak- und Okvikkulturen der Arktis, aus denen später die Thulekultur hervorging, standen nur wenige Materialien zur Verfügung, um sich kunsthandwerklich zu betätigen. Sie hinterließen vor allem figürliche Schnitzereien aus Walross-Elfenbein, überwiegend in Form von Tierfiguren und Masken. Spätere arktische Kulturen führten diese Tradition fort; die stilistischen Feinheiten, die sich dabei entwickelten, machen oft erst ihre genauere Untergliederung möglich. Neben Knochen nutzten die Aleuten und Eskimo auch Treibholz für ihre Schnitzarbeiten.
Die Nordwestküste bot ihren Bewohnern hingegen vergleichsweise gute Lebensbedingungen: Das Meer war reich an Fischen und direkt an die Küste schlossen sich dichte Wälder an, in denen Hirsche und andere Tiere bejagt werden konnten. Sehr bald kam die Holzverarbeitung auf, wobei vor allem das Holz des Riesenlebensbaumes verwendet wurde. Die zum Schnitzen verwendeten Werkzeuge waren aus scharfen Feuerstein-Klingen gefertigt; Techniken der Metallverarbeitung wurden erst von den Europäern eingeführt. Die Werke verwitterten schnell und überstanden kaum 100 Jahre, so dass heute fast nur noch die Beile und Hämmer die Bildschnitzkunst dieser Kulturen bezeugen.

#### Kalifornien, Plateau und Großes Becken
Kalifornien war durch das Große Becken und das Columbia Plateau von den anderen Kulturen Nordamerikas nahezu völlig isoliert. Die wichtigsten künstlerischen Ausdrucksformen seiner Bewohner waren die Korbflechterei, die grundsätzlich als „Mutter“ der nordamerikanischen indianischen Kunst gelten kann und hier anstelle von Keramik zur Herstellung der meisten Gefäße verwendet wurde, und Felsbilder in Form von Petroglyphen und Höhlenmalereien. Die Flechtkunst entwickelte sich spätestens ab dem 3. Jahrtausend v. Chr. und war zum Zeitpunkt der Ankunft der Europäer bereits so weit fortgeschritten, dass sie im Gegensatz zu allen anderen Kunst- und Handwerksformen auch in den Jahrhunderten danach kaum mehr von ihnen beeinflusst wurde. Als Materialien dienten unter anderem Gras und Palmlilien, die dann mit mineralischen oder pflanzlichen Farben verziert wurden. Neben dem einfachen Flechten entwickelten die indianischen Frauen, die die Kunst dem Mythos zufolge zum Anbeginn der Zeit von den Göttern selbst gelernt haben sollen, auch die Zwirnbindung und die Spiralwulsttechnik, die zu sehr variablen Mustern und Oberflächenstrukturen führten.
Felsbilder waren an der Westküste Nordamerikas auch noch nach dem Ende der archaischen Periode ein wichtiges Medium der Kunst. Die wenigsten dieser Darstellungen dürften älter als 5000 Jahre sein, einige der bekanntesten wie die vom Newspaper Rock im Canyonlands-Nationalpark stammen gar erst aus der Zeit nach der europäischen Entdeckung der Neuen Welt – erkennbar ist das beispielsweise an der Darstellung von Pferden, die als Neobiota erst mit den Konquistadoren nach Amerika gelangten. Die eher marginalen Kulturen des Großen Beckens und des Plateaus zeigen in ihrer Kunst eine Mischung aus Einflüssen der sie umgebenden Völker des Nordwestens und der Prärie-Indianer. Gesondert hervorzuheben sind die etwa 2000 Jahre alten Specksteinplastiken, die am Fraser River gefunden worden sind und die vermutlich bei Initiationsriten eine Rolle spielten.

#### Prärie und Plains
Die nomadische Lebensweise der Prärie-Indianer bedingte, dass ihre Kunst überwiegend kleinformatig und so leicht zu transportieren war. Besondere Kunstfertigkeit zeigten sie in der bildhauerischen Gestaltung von Pfeifenköpfen aus Catlinit, das aus den heiligen Steinbrüchen von Minnesota gewonnen wurde. Andere Formen kunsthandwerklicher Tätigkeit war die farbliche Gestaltung von Leder, die sich vor dem Kontakt mit den Europäern nahezu ausschließlich geometrischer Muster bediente, und die Perlenknüpferei.

#### Nordosten und Südosten

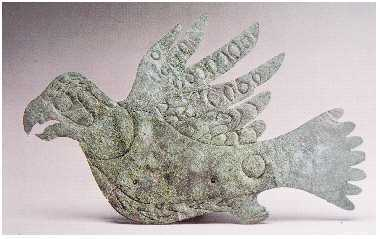
Kupferpektorale in Form eines Falken aus der Hopewell-Kultur, 200 v. Chr. – 100 n. Chr

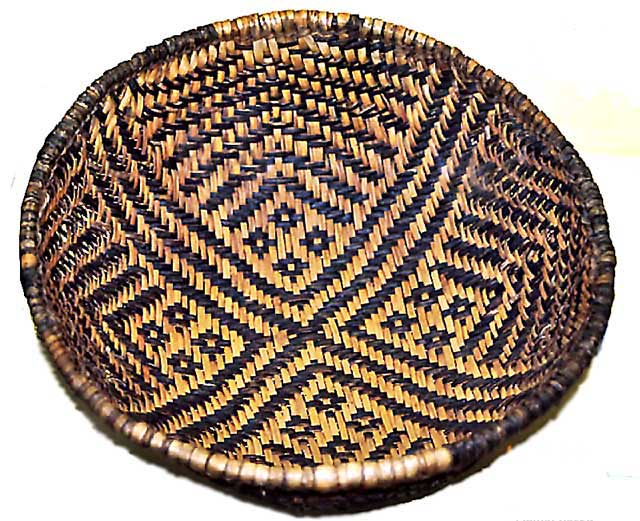
Korb aus der Basketmaker-Periode der Pueblo-Indianer, um 450–750

Einige der reichsten und am höchsten entwickelten Kulturen Nordamerikas entwickelten sich in den östlichen Waldländern an den Großen Seen und entlang des Mississippi. Unter ihnen sind vor allem die Adena-Kultur, die Hopewell-Kultur und die Mississippi-Kultur namentlich zu nennen. In den von ihnen angelegten Mounds wurden auch schneller vergängliche Materialien wie Holz oft gut konserviert. Die Caddo- und die Calusa-Kulturen hinterließen einige teils bis ins 13. Jahrhundert zu datierende kunstvoll gestaltete Holzmasken und -figuren. Neben den konservierenden Hohlräumen der Spiro Mounds in Oklahoma bewahrte auch der sauerstoffarme Sumpfboden Floridas viele Holzschnitzereien vor dem Verfall.
Obwohl die nordamerikanischen Indianer keine Techniken zur Metallschmelzung entwickelten, entwickelten sich hier die sogenannten Old-Copper-Kulturen, die das in großer Reinheit vorkommende Kupfer durch Kalthämmern zu kunstvollen Objekten verarbeiten konnten, ohne es vorher einschmelzen zu müssen. Während zu Beginn vor allem Werkzeuge hergestellt wurden, fertigten die Künstler ab etwa 1000 v. Chr. überwiegend Schmuck und andere Prestigeobjekte, was auf eine zunehmende Hierarchisierung ihrer Gesellschaft hindeutet.
Auch Keramiken sind in großer Zahl erhalten. Am archäologischen Fundplatz Poverty Point in Louisiana wurden figürliche Artefakte und mit Ritzungen dekorierte Keramiken gefunden, die auf das 18. bis 10. Jahrhundert v. Chr. datiert werden. Besonders reich verzierte Tonwaren hinterließen die Angehörigen der Mississippi-Kultur, die dank des Ackerbaus und des Kulturaustausches mit den mesoamerikanischen Kulturen das am weitesten entwickelte Gemeinwesen Nordamerikas entwickelten und blühende Städte errichteten, die jedoch bald nach Ankunft der Europäer infolge der eingeschleppten Krankheiten nahezu vollständig entvölkert wurden.
Daneben entwickelten die Indianer der Waldländer den Wampumhandel und andere Formen der Perlenstickerei, die sich neben Muscheln vor allem verschiedensten Schmucksteinen aus melierten und gemasertem Schiefer oder Speckstein bediente.

#### Südwesten
Der Südwesten Nordamerikas ist die Heimat der Pueblo-Indianer, deren Kunsttradition sich in engem Austausch mit den Hochkulturen Mesoamerikas entwickelte. Wie in vielen anderen Teilen Nordamerikas ging auch hier die Korbflechterei der Keramik voraus; die Basketmaker-Kultur bildete das Formativum ihrer Kunst. Mit der Sesshaftigkeit entwickelte sich bei den Mogollon- und die Anasazi-Kulturen jedoch auch die Töpferei. Die Hohokam-Indianer schürften die Schmucksteine Türkis und Jett, die sie teilweise selbst verarbeiteten oder aber an die Azteken exportierten.

### Mesoamerika

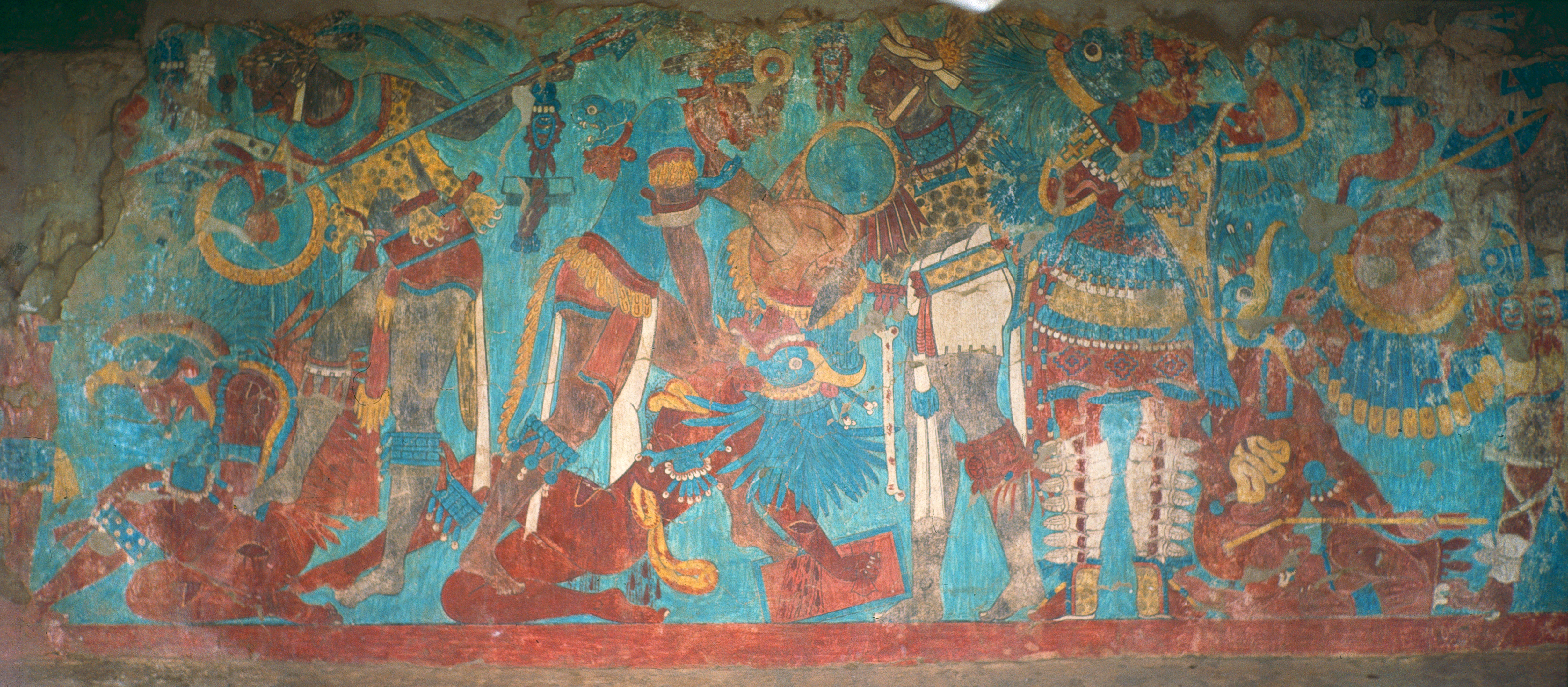
Fresko mit Schlachtendarstellung, Cacaxtla, um 700

Mesoamerika ist der Ursprungsort mehrerer Hochkulturen, die sich in ihren politischen, ökonomischen und kulturellen Wesenszügen sehr ähnlich waren und unter denen die Maya und die Azteken die bekanntesten sind. Voraussetzung für ihren Aufstieg war die ab etwa 1500 v. Chr. nachweisbare Kultivierung von Mais, die die Völker Mittelamerikas wirtschaftlich und soziokulturell stabilisierte. Etwa zur selben Zeit setzte ein überregionaler Handel mit seltenen Rohstoffen und Gütern ein, vor allem mit dem Vulkanglas Obsidian, das kunstgeschichtlich als Werkstoff und Werkzeug gleichermaßen große Bedeutung erhalten sollte. Gemeinsam mit der Herstellung von Keramik bildete dies die Grundlage für die urbane Revolution, die sich daraufhin vollzog und die sich in den zahlreichen präkolumbischen Ruinen archäologisch nachweisen lässt.
Die mesoamerikanische Kunst ist zu einem überwiegenden Teil ikonographisch angelegt und daher oft nur im Kontext religiöser und kosmologischer Vorstellungen sowie ritueller Praktiken und Zeremonien zu verstehen. Die Maya schließlich entwickelten eine Ästhetik, in der nicht nur das künstlerisch Dargestellte, sondern auch der künstlerische Schöpfungsakt als solcher zunehmend in das Bewusstsein rückte und reflektiert wurde. Der überregionale Einfluss der mesoamerikanischen Hochkulturen ist auch noch in Nord- und Südamerika spürbar, etwa in der indianischen Mississippi-Kultur, deren Handelswege sich bis in den Golf von Mexiko erstreckten, und in der südamerikanischen Chavín-Kultur, die zahlreiche stilistische Charakteristika mit den Olmeken teilt.

#### Olmeken

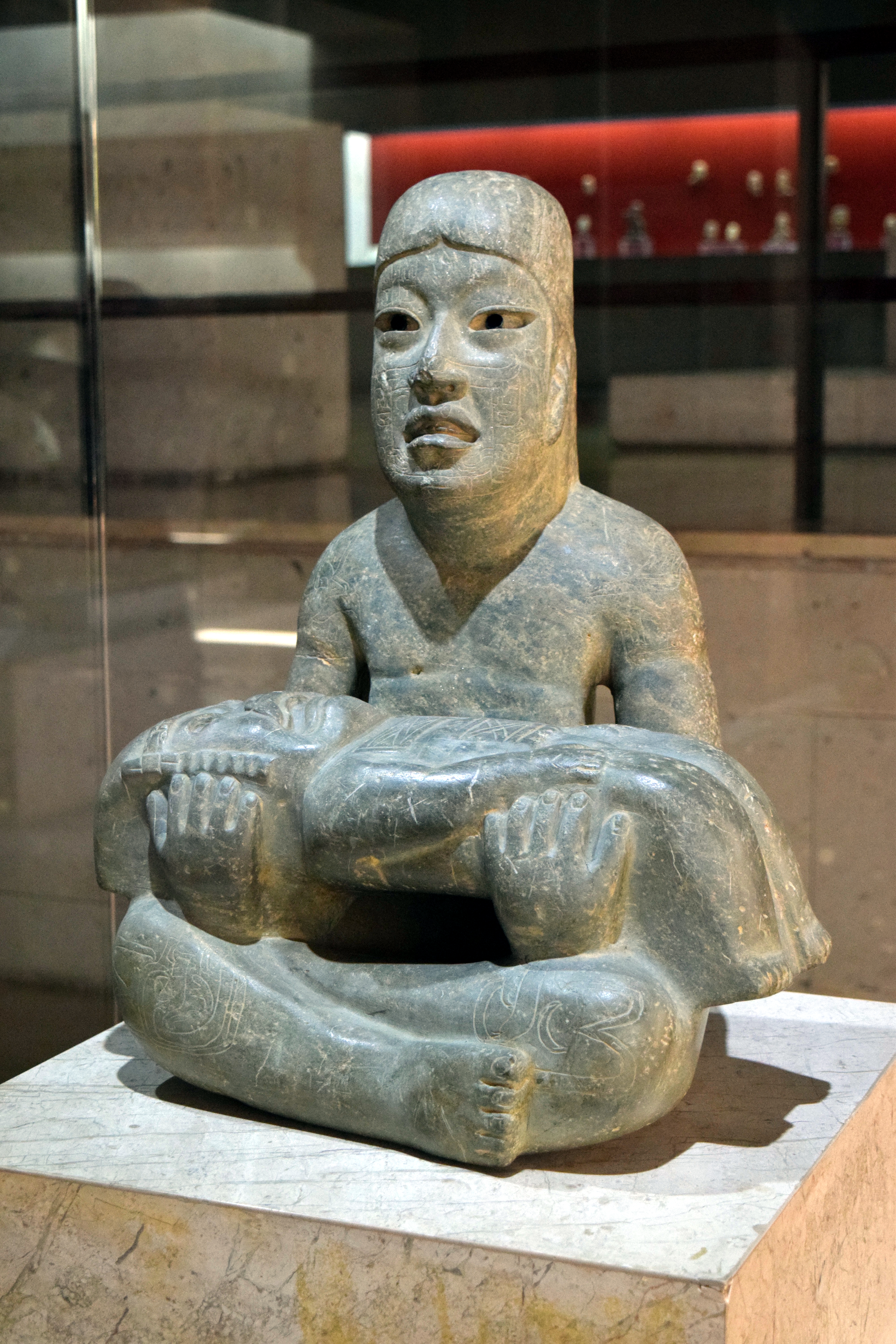
El Señor de las Limas, Nephritplastik der mexikanischen Olmeken-Kultur, um 1000–600 v. Chr.

Die zwischen 1500 und 500 v. Chr. nachweisbaren Olmeken mit ihren urbanen Zentren in La Venta und San Lorenzo Tenochtitlán bildeten die wohl früheste Hochkultur Mesoamerikas und gelten durch ihren Einfluss auf die Zapoteken und die Maya oft als deren „Mutterkultur“. Sie gingen möglicherweise aus der Mokaya-Kultur hervor oder entwickelten sich parallel zu ihr. Die ältesten künstlerischen Zeugnisse der Olmeken sind Keramiken; vor allem mit ihren monumentalen Steinskulpturen, Gesichtsmasken und den berühmten Kolossalköpfen aus Jade und Basalt sowie architektonischen Errungenschaften wie den Zeremonialpyramiden prägten sie nachhaltig Kunst und Kultur Mittelamerikas. Die erhaltenen Figuren und Figurinen sind im Stil vergleichsweise naturalistisch, die Mehrzahl von ihnen stellt Menschen oder Jaguarmenschen dar. Figürliche Darstellungen von Tieren sind im Vergleich eher selten. Zum bildhauerischen Repertoire der Olmeken zählten neben Skulpturen auch Stelen und Reliefs.

#### Izapa
Izapa war zwischen 500 v. Chr. und 300 n. Chr. eine der größten Städte Mesoamerikas. Die Kultur ihrer Bewohner gilt als von den Olmeken und Mokaya beeinflusst und prägte ihrerseits die der Maya. Wichtigste Kunst war die Bildhauerei, die jedoch weniger figürlich arbeitete als die olmekische zuvor, sondern vor allem mit Reliefs bedeckte Stelen und Altäre schuf. Im Dekor zeigten die Künstler oft bemerkenswerte Originalität und eine Vorliebe für mythische Illusionen, Schimären und Metamorphosen; als Beispiel sei das auf Stele 25 dargestellte Krokodil genannt, das sich in einen Baum mit Vögeln in den Zweigen verwandelt.

#### Teotihuacán

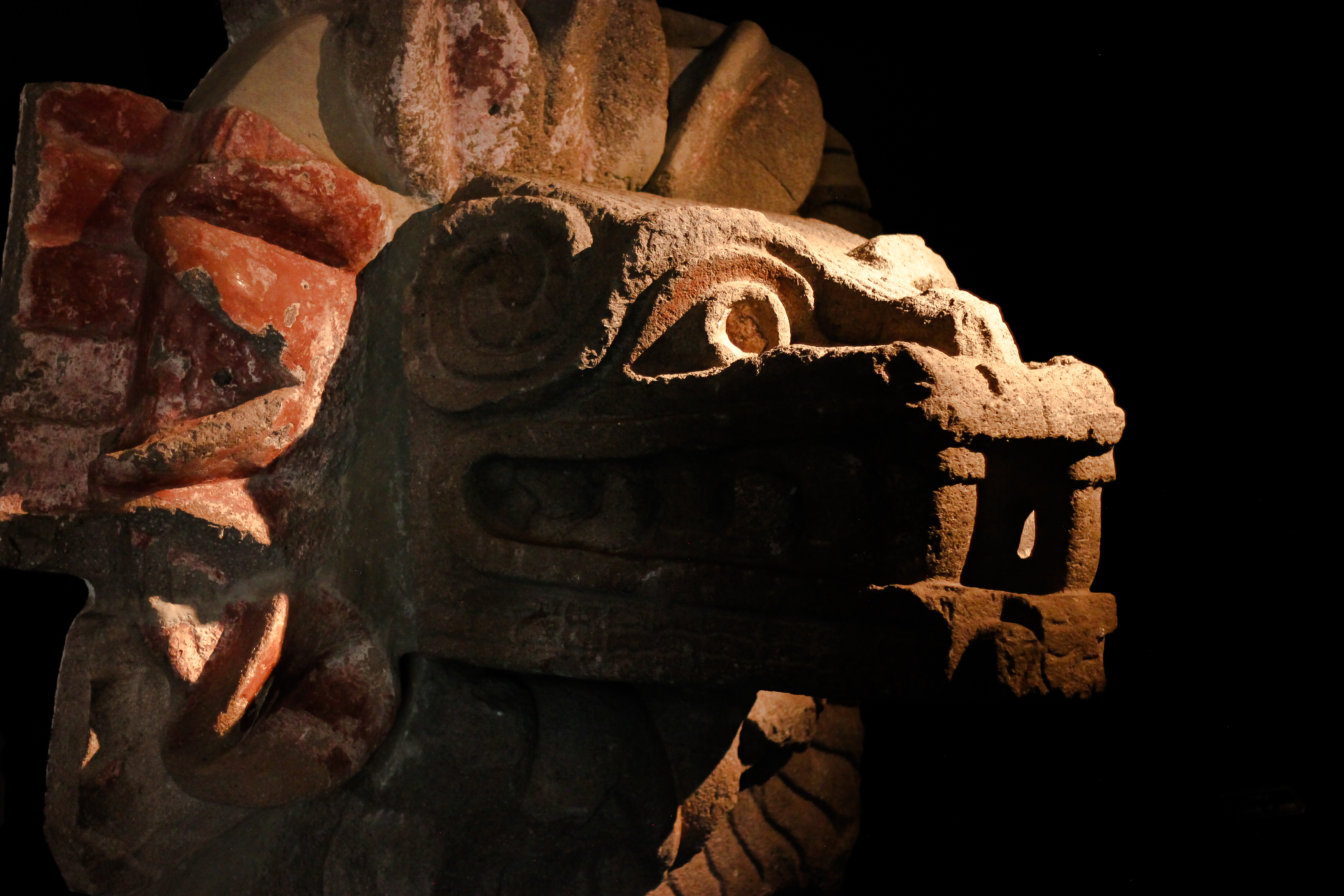
Teotihuacan skulptur

Die Kultur von Teotihuacán wird oft neben der der Zapoteken und der Maya als die klassische Zeit mesoamerikanischer präkolumbischer Kunst betrachtet. Die Architektur der Stadt, die etwa ab 500 v. Chr. besiedelt wurde und seit 100 n. Chr. über fünfhundert Jahre lang das bedeutendste kulturelle Zentrum im zentralen Hochland Mesoamerikas war, ist mit ihrem Talud-tablero-Baustil und der zentral gelegenen Sonnenpyramide als charakteristisch für die gesamte Epoche anzusehen. Die bedeutendste erhaltene Kunstform Teotihuacáns ist die in Harmonie mit der Architektur stehende farbenprächtige Wandmalerei, die in fast allen Gebäuden zu finden ist und eine große Vielfalt an Motiven und Symbolen aufweist. Auch Skulpturen, wie die Malerei zumeist in die Bauwerke integriert und stark abstrahiert, Hunderte Masken aus Jade und Alabaster und Keramiken bezeugen die fortgeschrittene kulturelle Entwicklung der Stadt.

#### Zapoteken
Die südmexikanischen Zapoteken mit ihrer Hauptstadt in Monte Albán standen der Kultur von Teotihuacán sehr nahe und erreichten ihre Blütezeit in den ersten acht nachchristlichen Jahrhunderten. Sie entwickelten ein Schrift- und Zahlensystem, das vielleicht als das älteste ganz Amerikas anzusehen ist, und hinterließen Keramiken und Plastiken in großer Zahl. Besonders charakteristisch sind die Graburnen aus gebranntem Ton, die häufig figürlich gestaltet sind und Götter und Ahnen darstellen. Architektonisch bedeutsam ist vor allem die eigenständige, in Mesoamerika einzigartige geometrische Wandornamentik in Mitla, dem nach Monte Albán zweiten Zeremonialzentrum der Zapoteken. Das bauliche Konzept der Stadt und die Gestaltung der Wände gehen eventuell auf mixtekische Einflüsse zurück. Die Mauern sind mosaikartig mit Mäandern, Zickzack- und Dreiecksmustern bedeckt, im Inneren finden sich daneben vereinzelt Malereien in Weiß auf rotem Grund.

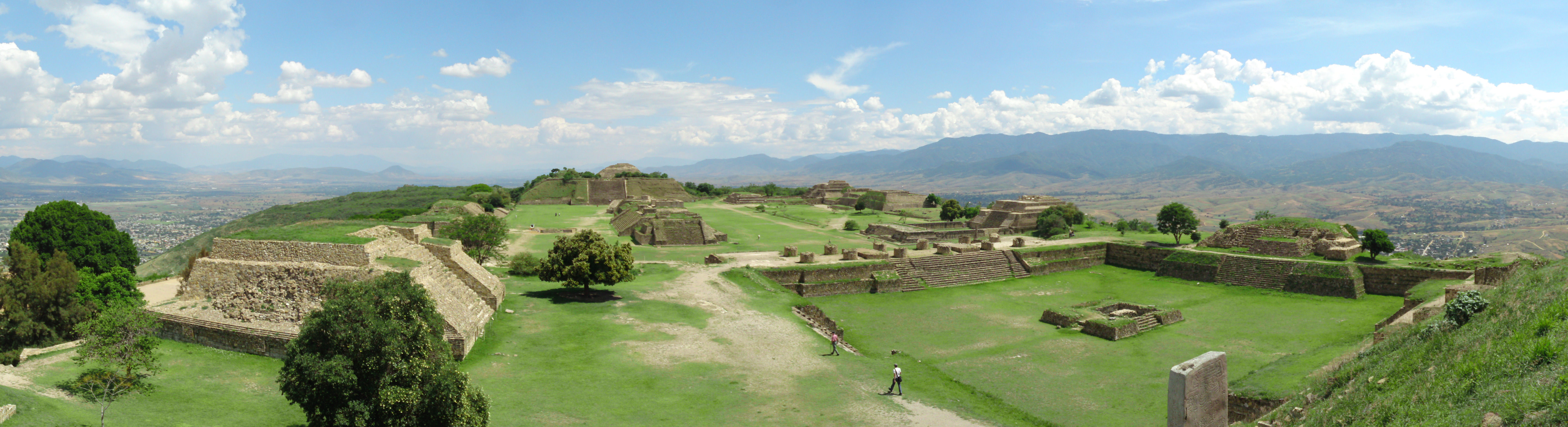
Zapotekische Architektur in Monte Albán
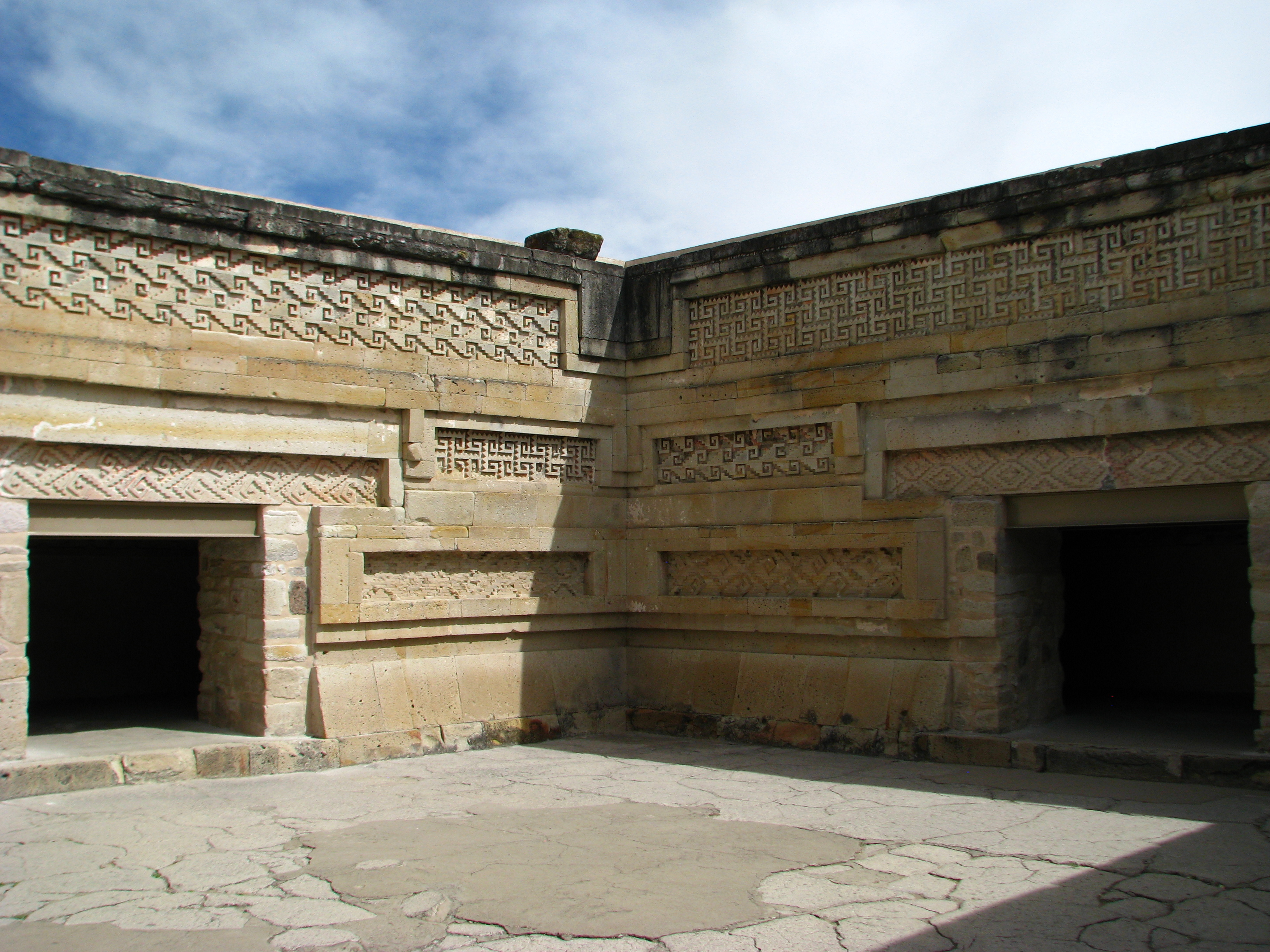
Geometrische Reliefs in Mitla
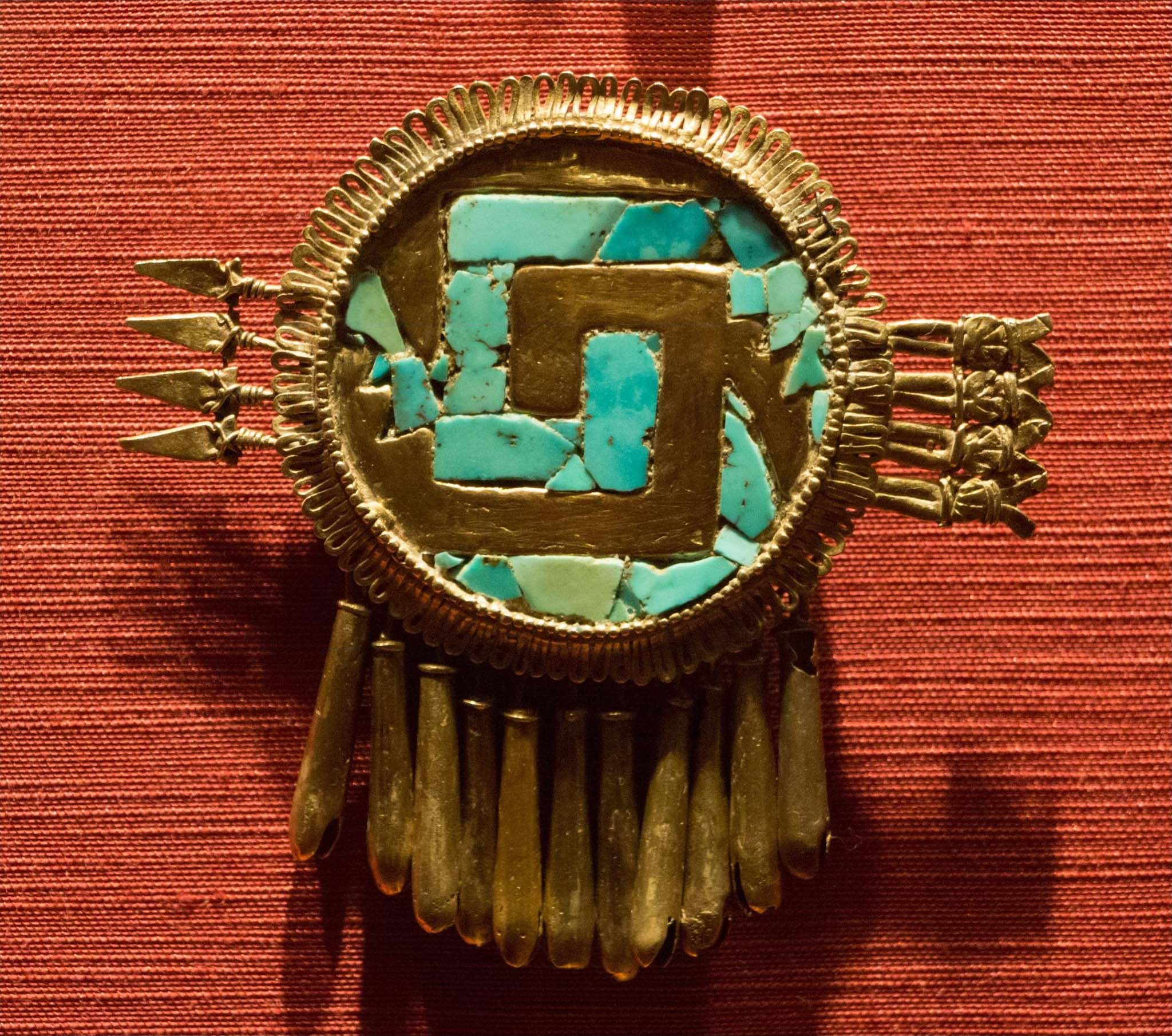
Goldschmiedekunst der Mixteken (mit Türkis-Einschlüssen), aus Yanhuitlan

#### Maya
Die Maya entwickelten die reichste und die längste durchgehende Tradition der präkolumbischen Kunst. Sie entfaltete sich von etwa 500 v. Chr. bis zur spanischen Kolonialzeit, also über einen Zeitraum von annähernd zweitausend Jahren, und durchlief dabei eine kontinuierliche Entwicklung, die oft in eine präklassische, klassische und postklassische Phase eingeteilt wird. Weitere kultur- und kunsthistorische Gliederungsmöglichkeiten ergeben sich geographisch durch die Einteilung des von den Maya besiedelten Territoriums in Hoch- und Tiefland. Das Zentrum der Maya-Kultur lag lange Zeit auf der Halbinsel Yucatán, die Fundsachen aus der von Dschungel umgebenen Stadt Palenque vereinigen zahlreiche besonders typische Merkmale der Maya-Kunst.
Die repräsentativste Gattung ist die Bildhauerei, die die charakteristischen, mit Reliefs und Hieroglyphen bedeckten Stelen hervorgebracht und stilistisch auch auf Architektur und Malerei Einfluss genommen hat. Neben Stein nutzten die Maya auch alle anderen ihnen zur Verfügung stehenden Materialien, darunter Holz, Keramik, Stuck und Textilien, erst spät kommt die Verarbeitung von Edelmetallen auf, die fast ausschließlich als Werkstoff und nur sehr selten als Werkzeug verwendet wurden. Stattdessen wurde überwiegend hartes Gestein wie Diorit und Basalt zur Bearbeitung der Materialien genutzt.
Die frühe Kunst der Maya orientiert sich noch an fremden Vorbildern, spätestens im 7. Jahrhundert jedoch ist der typische eigene Stil entwickelt, die anfangs noch ruhige, geradezu steife Komposition wird gegen Ende des 8. Jahrhunderts zudem freier und dynamischer. In der Keramik zeigt sich die gesamte Bandbreite von Gefäßen bis hin zu figürlichen Waren, die häufig als Grabbeigabe genutzt wurden. Zeugnis davon legt vor allem die Nekropole Jaina ab. Die Töpferwaren sind die Träger der eindrücklichsten und vielseitigsten Malereien aus der Maya-Zeit; daneben ist die Malkunst auch durch Wandmalereien, die farbliche Gestaltung von Skulpturen und durch die Bilderhandschriften vertreten.

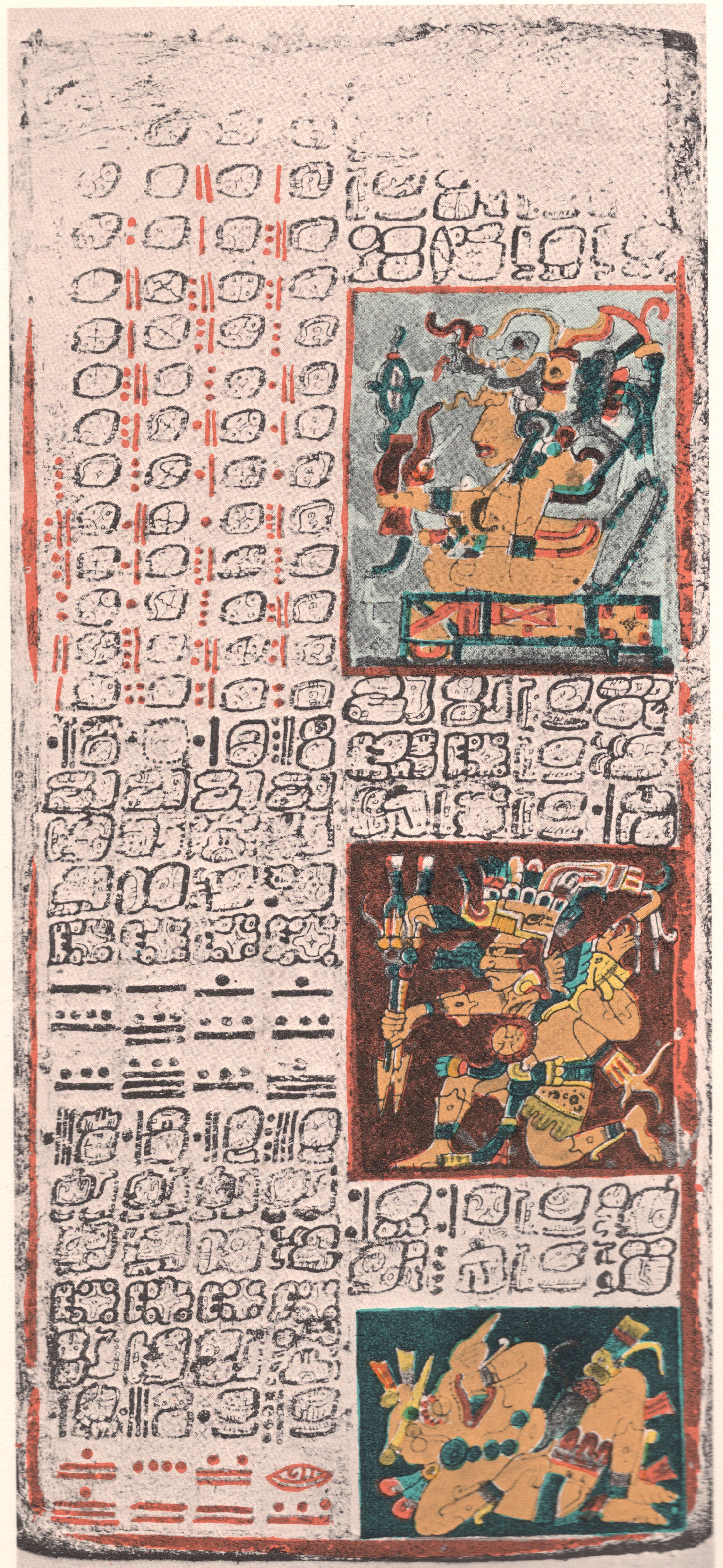
Codex Dresdensis der Maya, um 1200
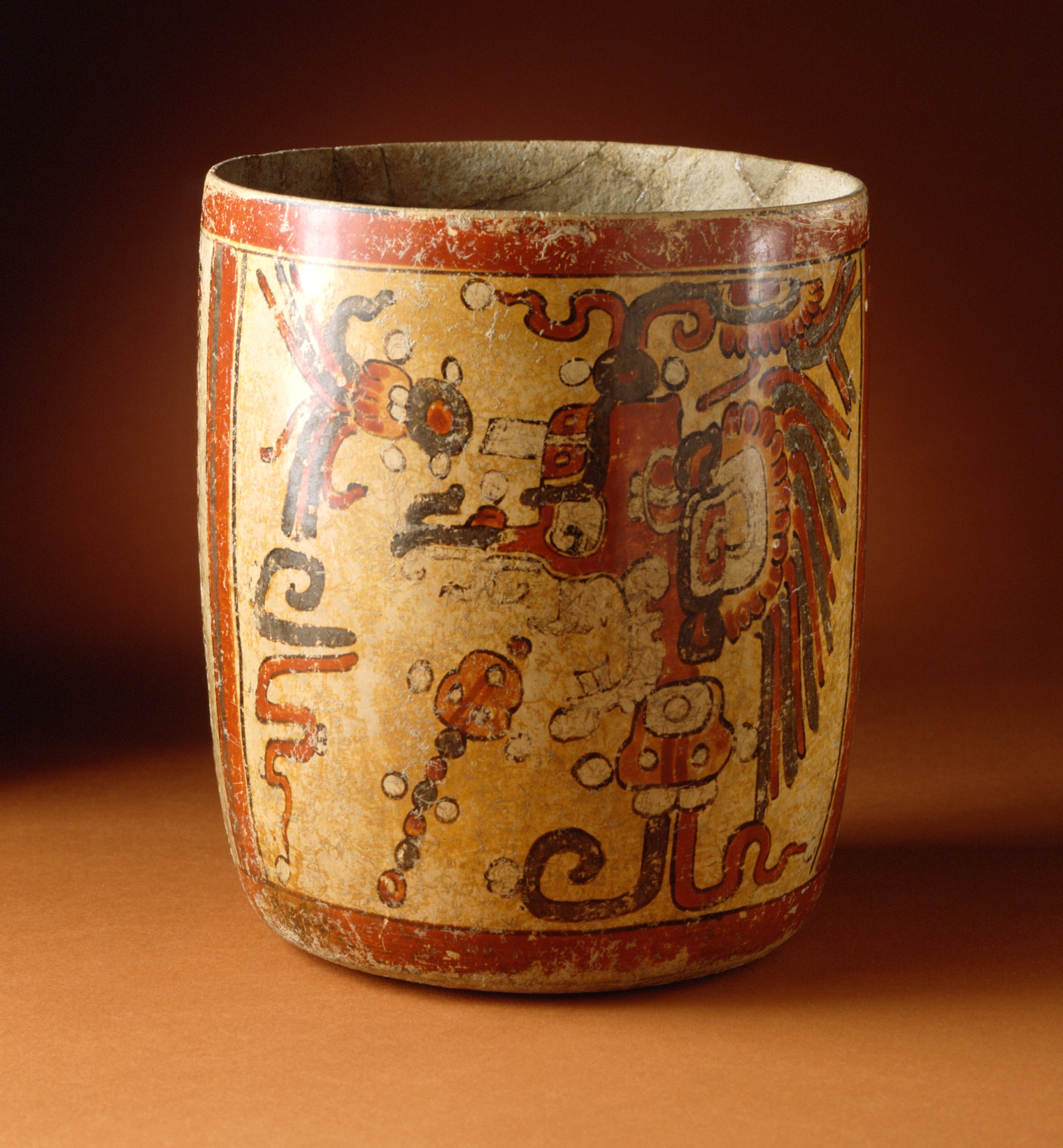
Bemaltes Keramikgefäß, Maya-Kultur, um 600–900

#### Tolteken, Mixteken und Azteken
Die künstlerische Tradition der Tolteken, Mixteken und Azteken wird oft als nachklassische Periode der mesoamerikanischen präkolumbischen Kunst zusammengefasst. Die Kunst der Tolteken geht auf die von Teotihuacán zurück, die der Mixteken baut auf zapotekische Traditionen auf. Die Azteken unterwarfen Städte beider Völker, ließen sich oftmals deren kunsthandwerklichen Artefakte als Tribut entrichten und machten sich ihre Stile, Motive und Techniken zu eigen; durch dieses Konglomerat entstand ein großer künstlerischer Reichtum. Die hauptsächlichen Ausdrucksmittel der toltekischen Kunst waren die Plastik und das Relief, die mixtekische Kultur hingegen bediente sich vor allem der Malkunst und zeichnete sich durch hochwertige Keramiken und Goldschmiedearbeiten aus.
Obwohl mit der Militarisierung der mesoamerikanischen Reiche eine Profanierung einherging, ist mit der über zwei Meter hohen Coatlicue-Statue eine der berühmtesten aztekischen Skulpturen vor allem rituell von größter Bedeutung. Gleiches gilt für den Stein der Sonne und den Stein des Tizoc, die vermutlich im Opferkult eine Rolle spielten und zwei der bedeutsamsten Beispiele aztekischer Reliefkunst sind. Präkolumbische aztekische Codices sind von den europäischen Kolonisatoren zum Großteil zerstört worden, die künstlerische Tradition währte jedoch auch unter spanischer Herrschaft noch einige Jahrzehnte fort.

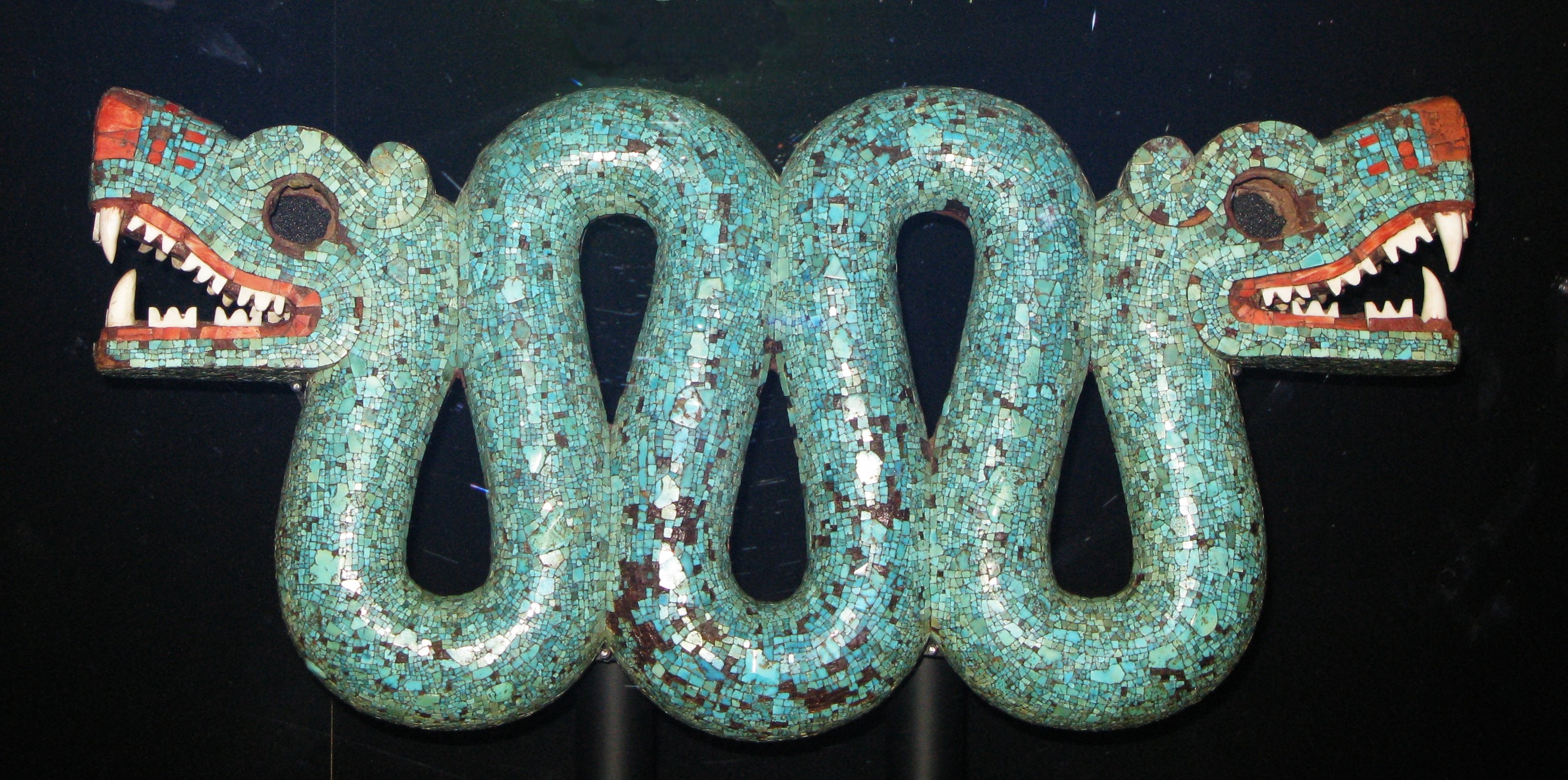
Aztekisches oder mixtekisches Türkismosaik in Form einer doppelköpfigen Schlange, 15.–16. Jahrhundert
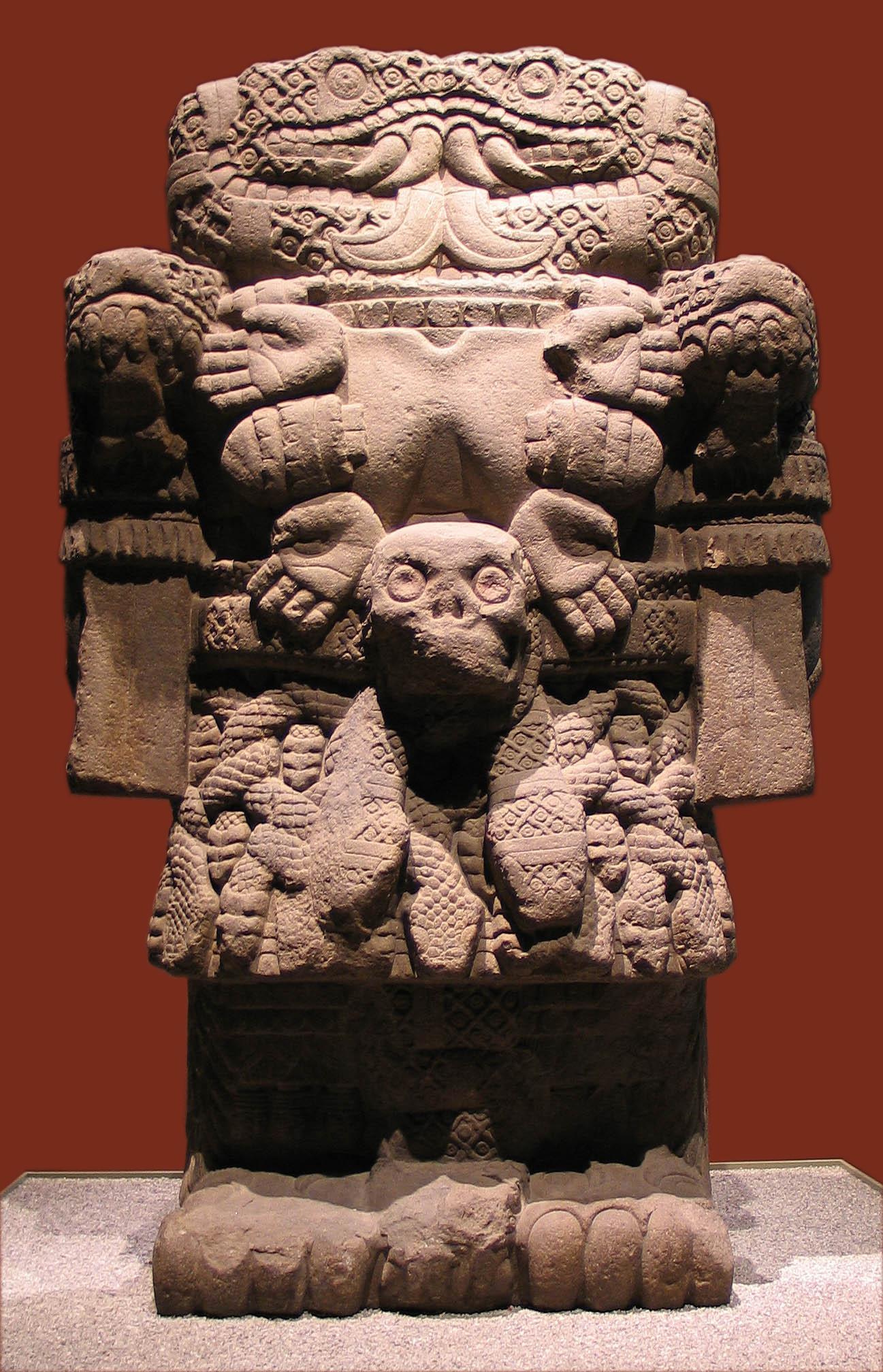
Aztekische Coatlicue-Statue, 13.–16. Jahrhundert

### Südamerika

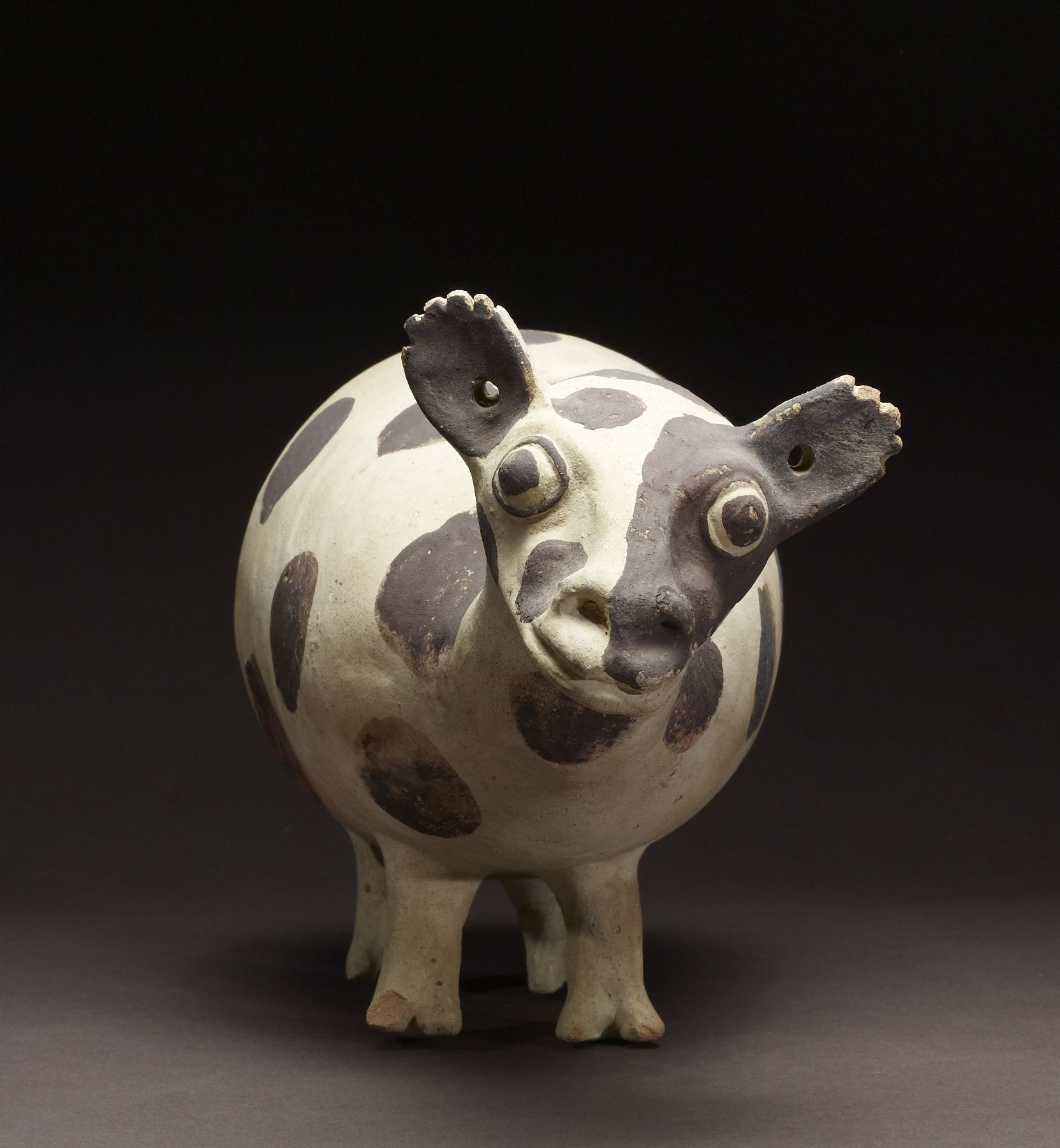
Keramische Lama-Figurine der Chancay-Kultur, um 1000–1470

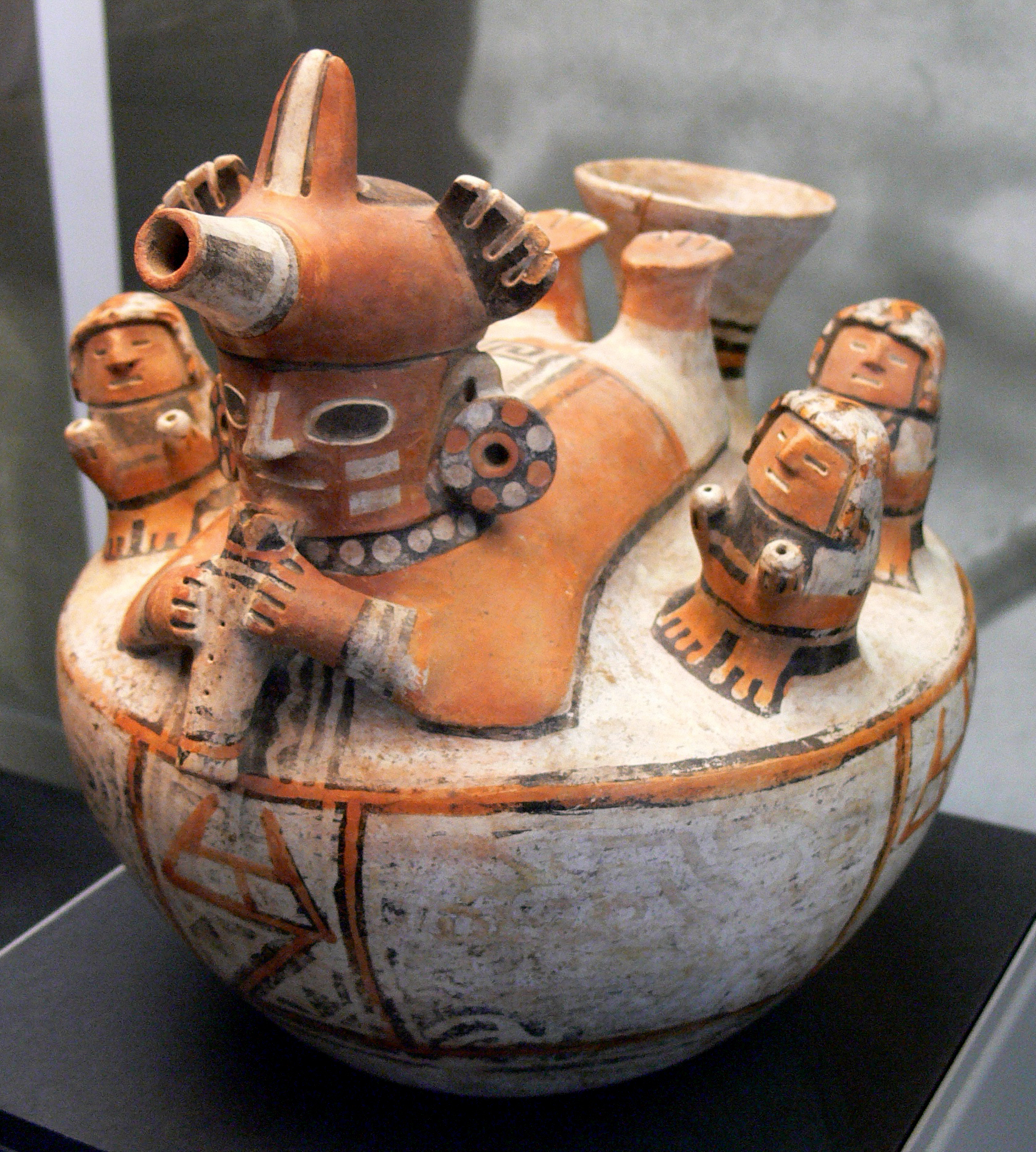
Keramische Figurine der Recuay-Kultur, 100 v. Chr. – 300 n. Chr

Die präkolumbische südamerikanische Kunst findet ihre bedeutsamsten Vertreter in den Hochkulturen der Andenregion, vor allem in der Kultur von Chavín und im Inka-Reich. Außerhalb dieses Kulturraums entwickelte sie sich besonders im sogenannten „Zwischengebiet“ in Zentralamerika, das eine geographische, wirtschaftliche, aber kulturelle Verbindung zwischen den mesoamerikanischen und südamerikanischen städtischen Zivilisationen herstellte. So zeichnet sich etwa die Quimbaya-Kultur, die im Gebiet des heutigen Kolumbien zur Blüte reifte, vor allem durch herausragende Arbeiten im Bereich der Goldschmiedekunst aus. Anderenorts brachten etwa die Bewohner der brasilianische Insel Marajó bereits sehr früh hochwertige und kunstvoll gestaltete Keramiken hervor.
Auffallend im Vergleich zu Mesoamerika ist bei den Andenkulturen der hohe Stellenwert des Totenkultes. Während die Verstorbenen in Mittelamerika oftmals nicht weit von den Lebenden entfernt oder gar mitten in den Städten beerdigt wurden, legten Kulturen in Südamerika in aller Regel weiträumige Friedhöfe und Nekropolen an und statteten die Gräber reich mit Grabbeigaben aus. Dies begünstigte eine erhöhte Produktion von Keramiken und Textilien, die entweder speziell für die Toten hergestellt wurden oder nach ihrem Begräbnis durch neue Waren ersetzt werden mussten. Bemerkenswert sind auch die monumentalen Geoglyphen, neben denen der Nazca vor allem die in der Atacama-Wüste, unter denen der sogenannte Riese von Atacama der größte ist.

#### Chavín
Die Chavín-Kultur gilt als älteste bekannte Hochkultur Südamerikas. Sie entwickelte sich zeitlich parallel zur Olmeken-Kultur und ist dieser in vielfacher Hinsicht sehr ähnlich. Der Lanzón, eine der bekanntesten Skulpturen aus Chavín, stammt aus dem dem gleichnamigen Gott gewidmeten Tempel nördlich der Hauptpyramide und stammt aus der Frühzeit der Kultur. Der Spätphase zuzuordnen ist hingegen die Raimondi-Stele. Stilistisch typisch sind verhältnismäßig strenge Symmetrie und die stete Wiederholung von Motiven, die zur Musterbildung führen. In den aus unterschiedlichsten Kreaturen zusammengesetzten Kompositfiguren besonders häufig vertreten sind fleischfressende Tiere mit überdimensionierten Krallen, Klauen und Zähnen, die offensichtlich in der Ikonographie der Kultur eine große Rolle spielten.

#### Paracas und Nazca
Einen erheblichen Einfluss übte die Chavín-Kultur auf eine auf der Halbinsel Paracas entstehende Zivilisation aus, die von etwa 900 bis 200 v. Chr. bestand. Aufgrund des trockenen Wüstenklimas erhielten sich aus der Paracas-Kultur auch schnell vergängliche Materialien wie Textilien, die außergewöhnlich gut erhalten und geschickt verziert sind und zu den schönsten und hochwertigsten Webarbeiten Amerikas gezählt werden. Daneben sind vor allem Keramiken erhalten, die ebenfalls das handwerkliche Können ihrer Schöpfer bezeugen, jedoch nur spärlich dekoriert sind, und einige Objekte aus Gold. Wiederum von der Paracas-Kultur, in der Spätzeit auch von der Wari-Kultur stark beeinflusst war die nachfolgende Kunst der Nazca, die sich nicht nur in Töpferwaren und Textilien, sondern vor allem in faszinierenden Geoglyphen ausdrückt, den sogenannten Nazca-Linien. In der überwiegend auf Keramiken erhaltenen, sehr symbolhaften und hochstilisierten Malerei zeigten sich die Nazca ausgesprochen farbenfroh. Beliebte Motive, die sich in ähnlicher Form sowohl auf Gefäßen als auch auf den Textilien finden, sind Tiere und Dämonen, besonders Affen, Raubkatzen und Vögel, die offenbar je nach Gemüt entweder Körner und Samen oder aber erbeutete Menschenköpfe in den Klauen tragen.

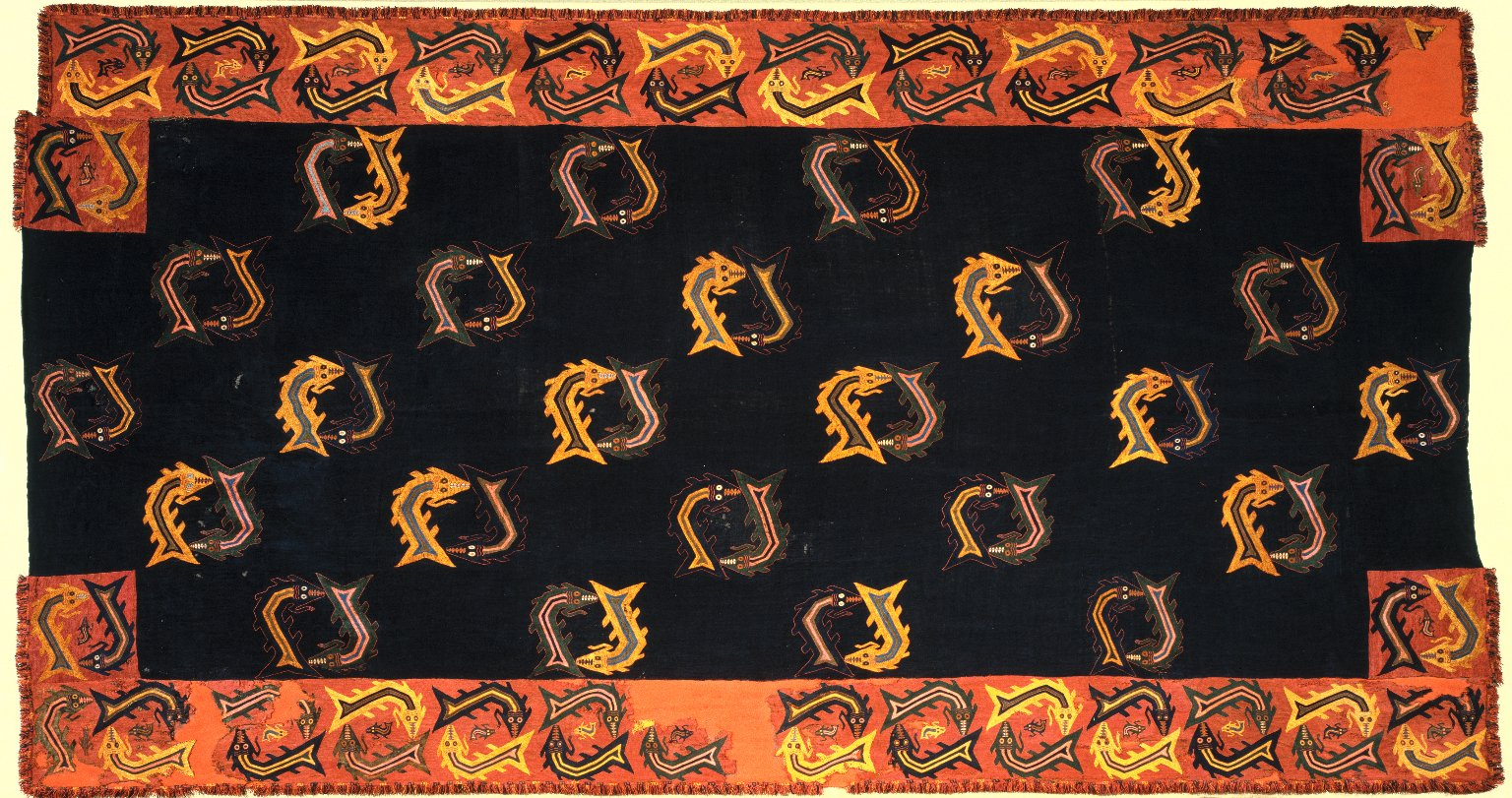
Webware der Paracas-Kultur, 1. Jahrhundert
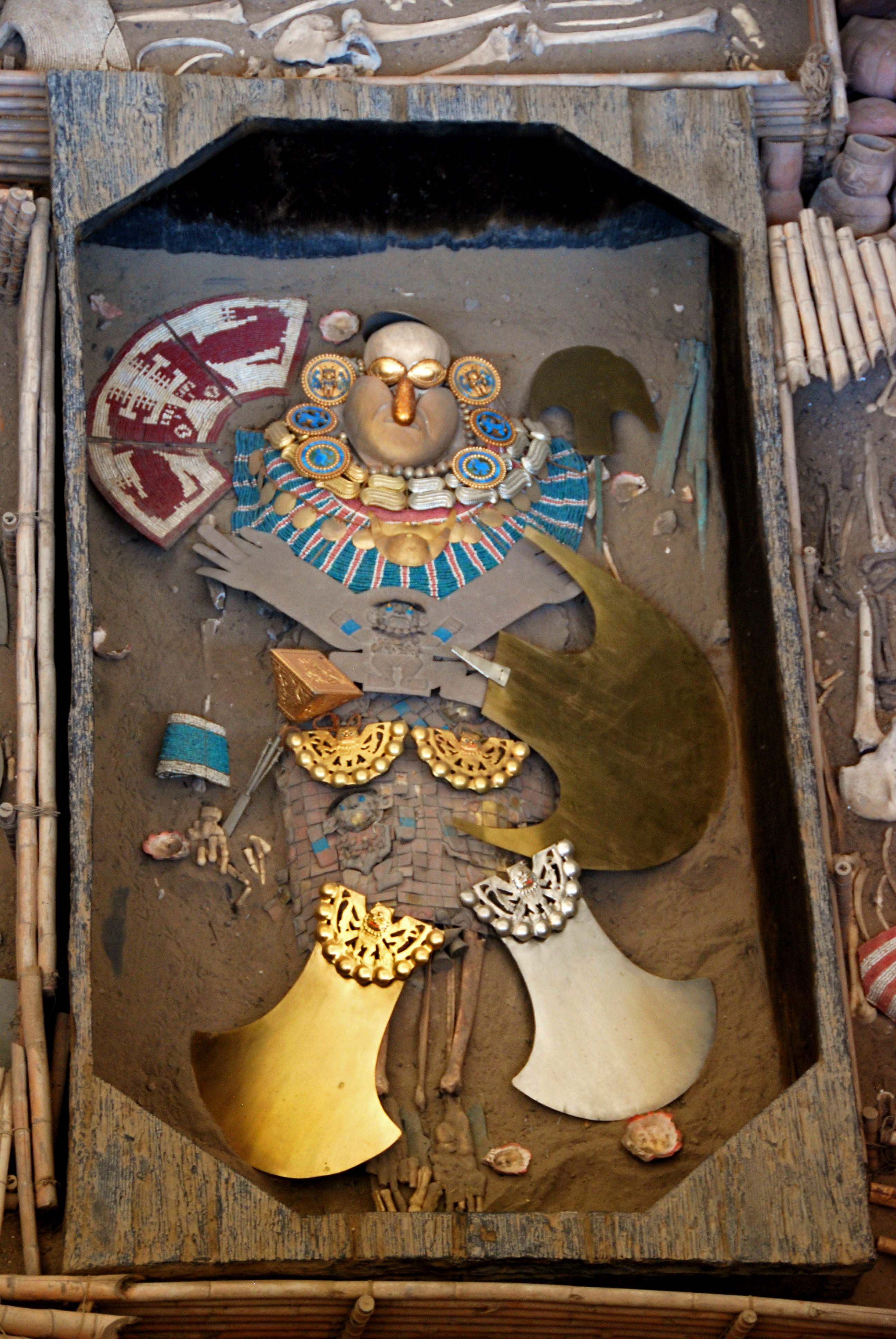
Herr von Sipan
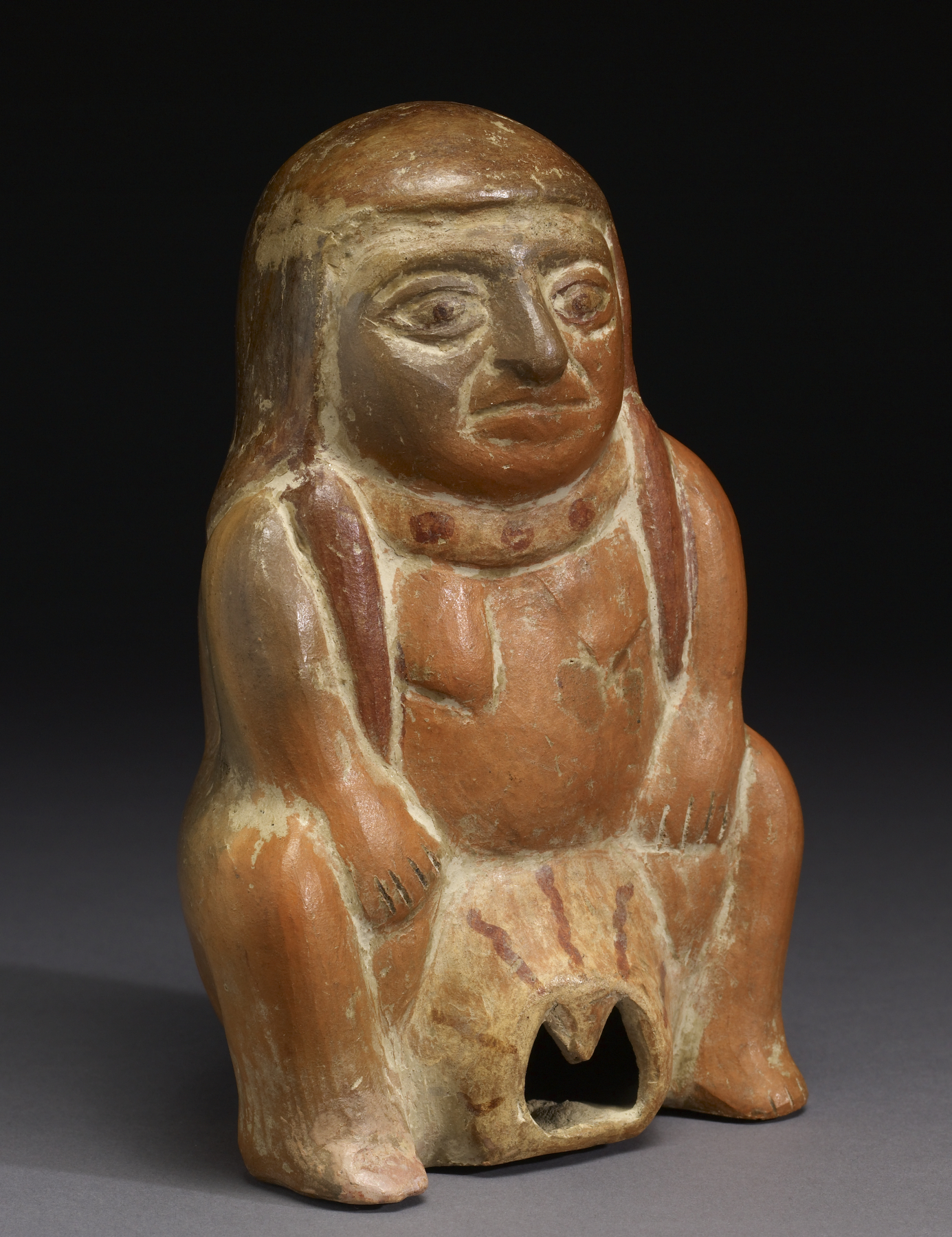
Keramikfigur einer gebärenden Frau, Moche-Kultur, um 50–800
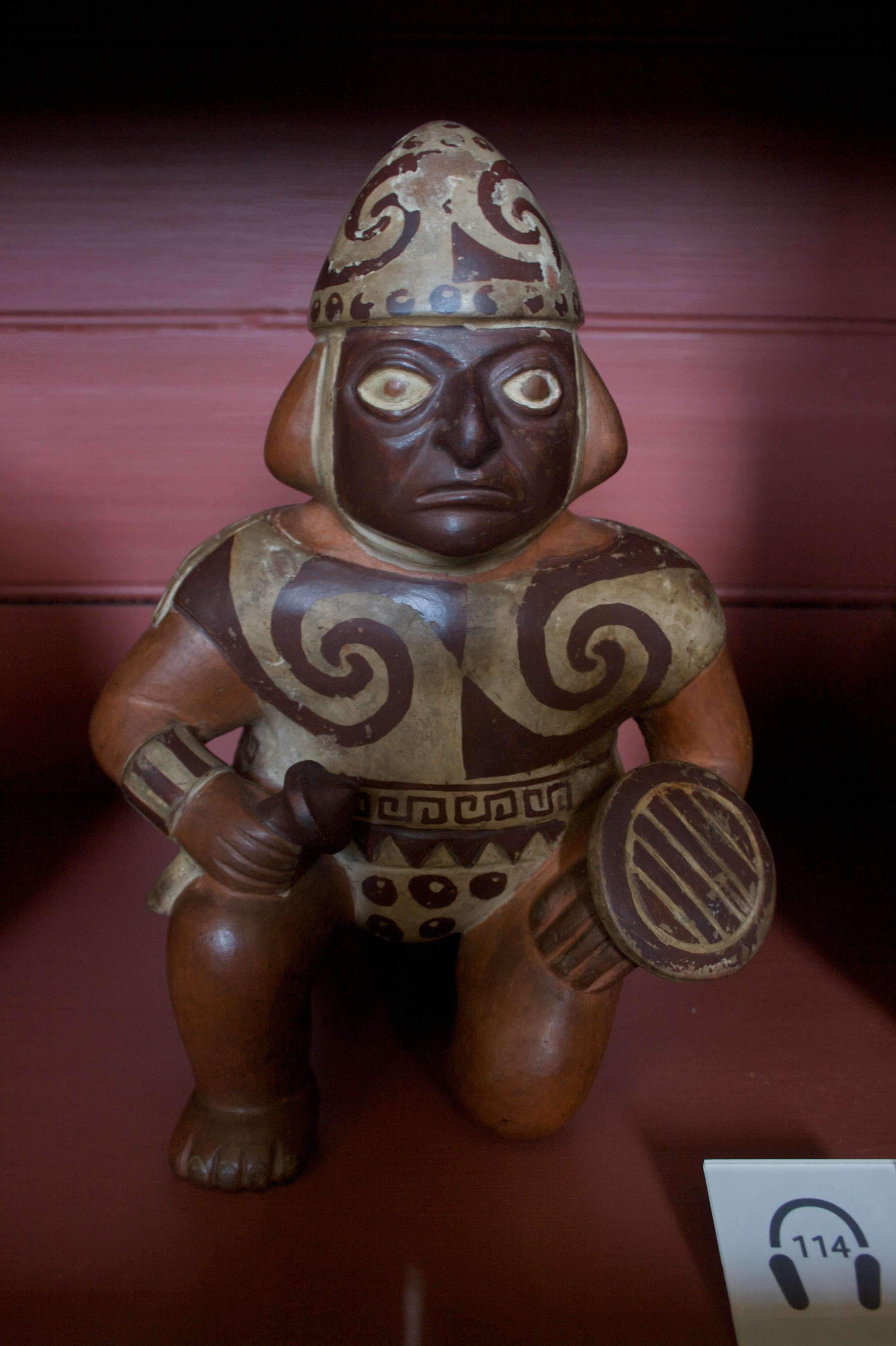
Keramikfigur, Moche-Kultur, um 50–800

#### Moche

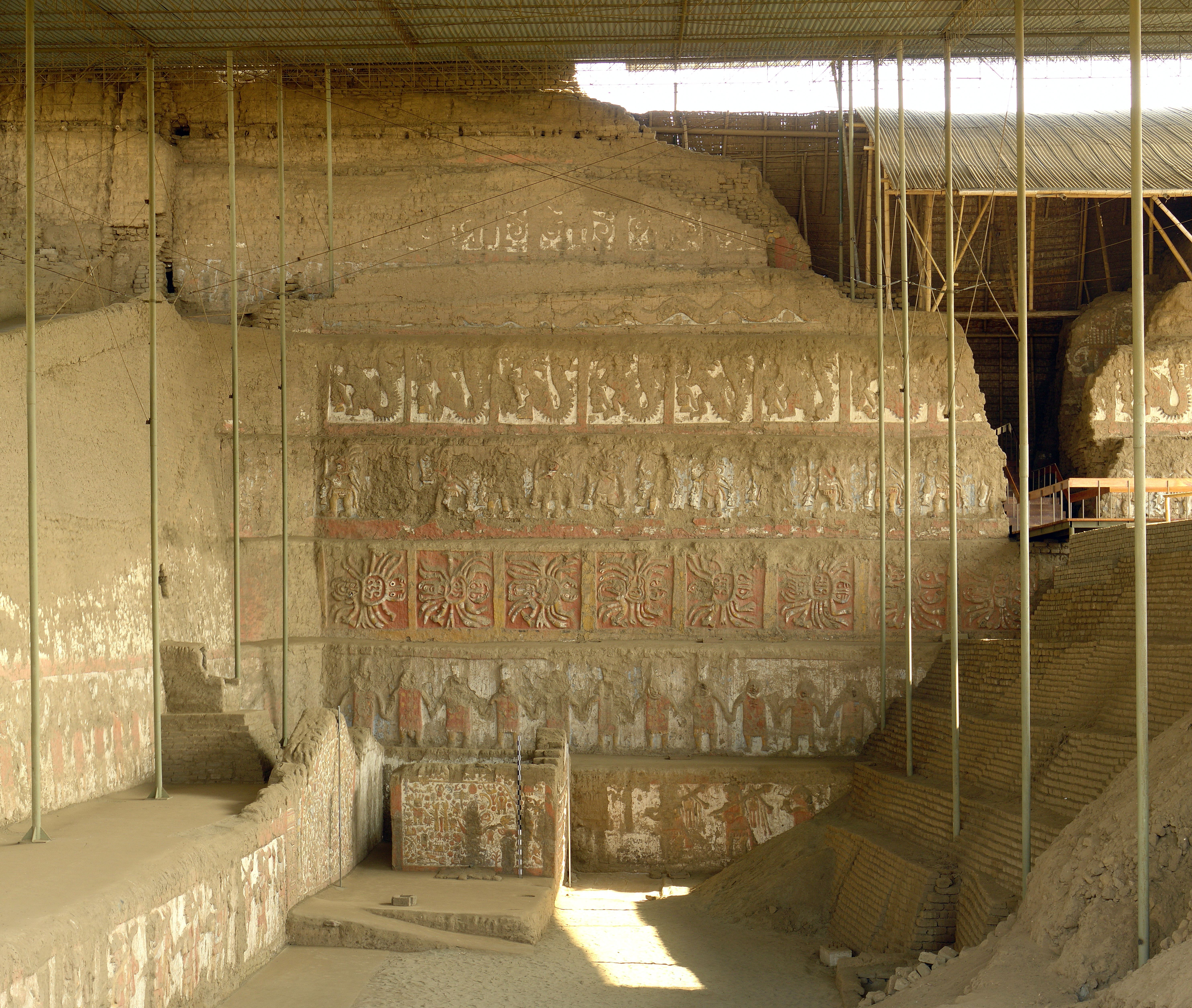
Relief in Huaca de la Luna

Die Moche-Kultur an der Küste des heutigen Peru entwickelte eine auf eine sehr naturalistische Ästhetik ausgerichtete Kunst und bediente sich mit Holz, Edelmetallen und vor allem der abwechslungsreich gestalteten Keramik einer großen Menge an Werkstoffen, in deren Bearbeitung sie jeweils beeindruckende Techniken entwickelte und in der die gesamte Vielfalt menschlichen Lebens wiedergegeben wurde. Auffallend ist die relativ große Zahl und Bandbreite erotischer Darstellungen, deren Sinngehalt noch immer nicht vollständig erschlossen ist. Die von den Moche aus Lehmziegeln errichtete Sonnenpyramide war vor ihrer weitestgehenden Zerstörung durch die Spanier eines der größten Bauwerke in ganz Amerika.

#### Tiwanaku

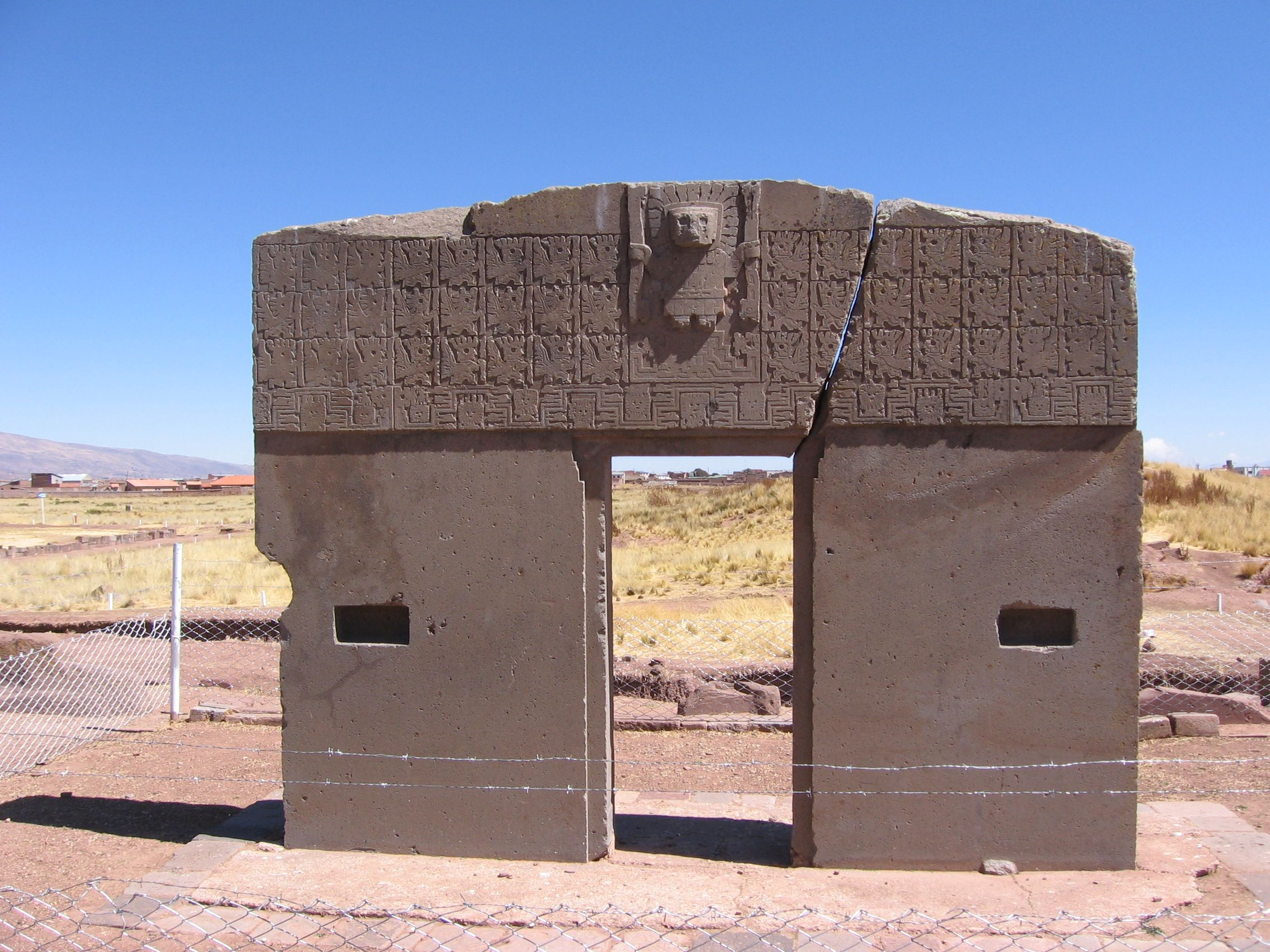
Sonnentor von Tiwanaku

Die Tiwanaku-Kultur, die zwischen 700 und 900 ihre Blüte erreichte, zeichnet sich sowohl in Monumentalarchitektur als auch in der Ikonografie (Southern Andean Iconographic Series) durch streng statische, geometrische, überwiegend rechteckige Formen aus. Die Monolithen erreichen Höhen von bis zu sieben Metern (etwa der Bennett-Monolith). Das berühmteste Monument ist das aus einem einzigen Block gefertigte drei Meter hohe sogenannte „Sonnentor“, das im oberen Teil mit einem Basrelief und dem als Hochrelief ausgeführten Gesicht einer frontal abgebildeten Figur („Stabgott“) verziert ist. Die Keramik ist geprägt von eindrücklicher Farbigkeit und lebhaften, dynamischen und überwiegend figürlich-naturalistischen Verzierungen. Im Vergleich zu anderen südamerikanischen Kulturen ist das Repertoire an Motiven in Tiwanaku jedoch relativ begrenzt und eher von Variation als von Innovation geprägt. In der Metallverarbeitung entwickelte sich die Legierung von Kupfer mit Zinn zu Bronze zu großer Meisterschaft. 

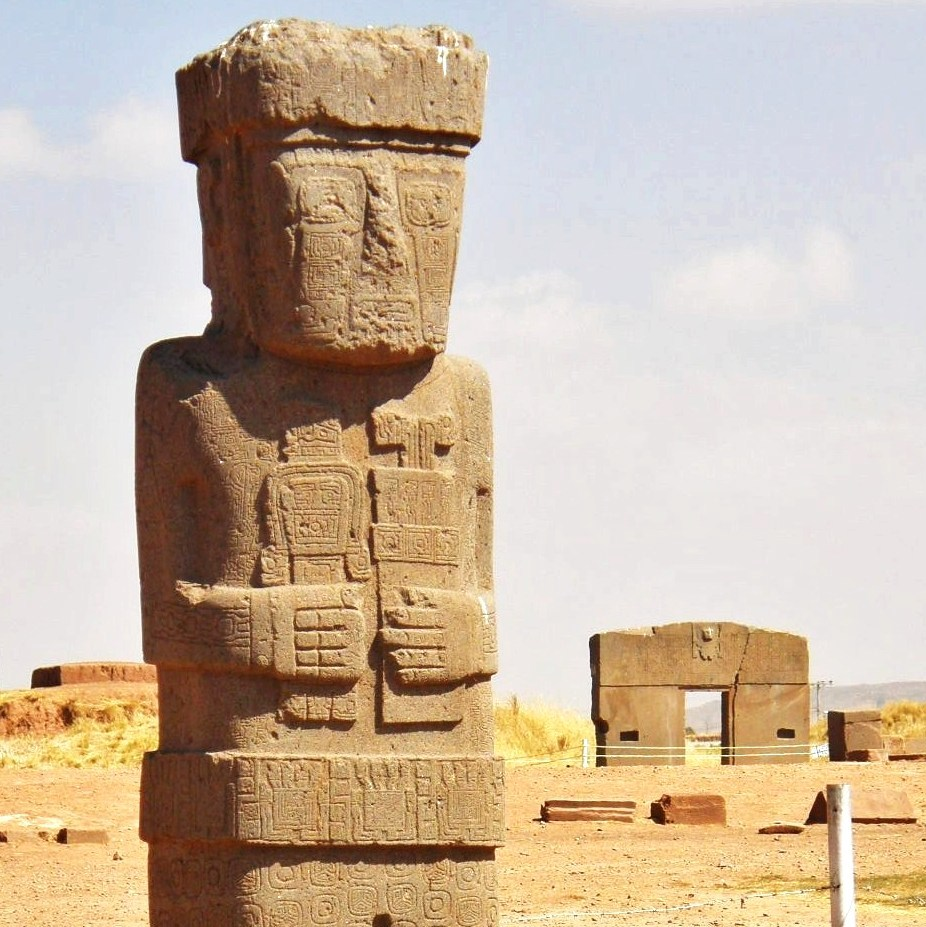
Ponce-Monolith
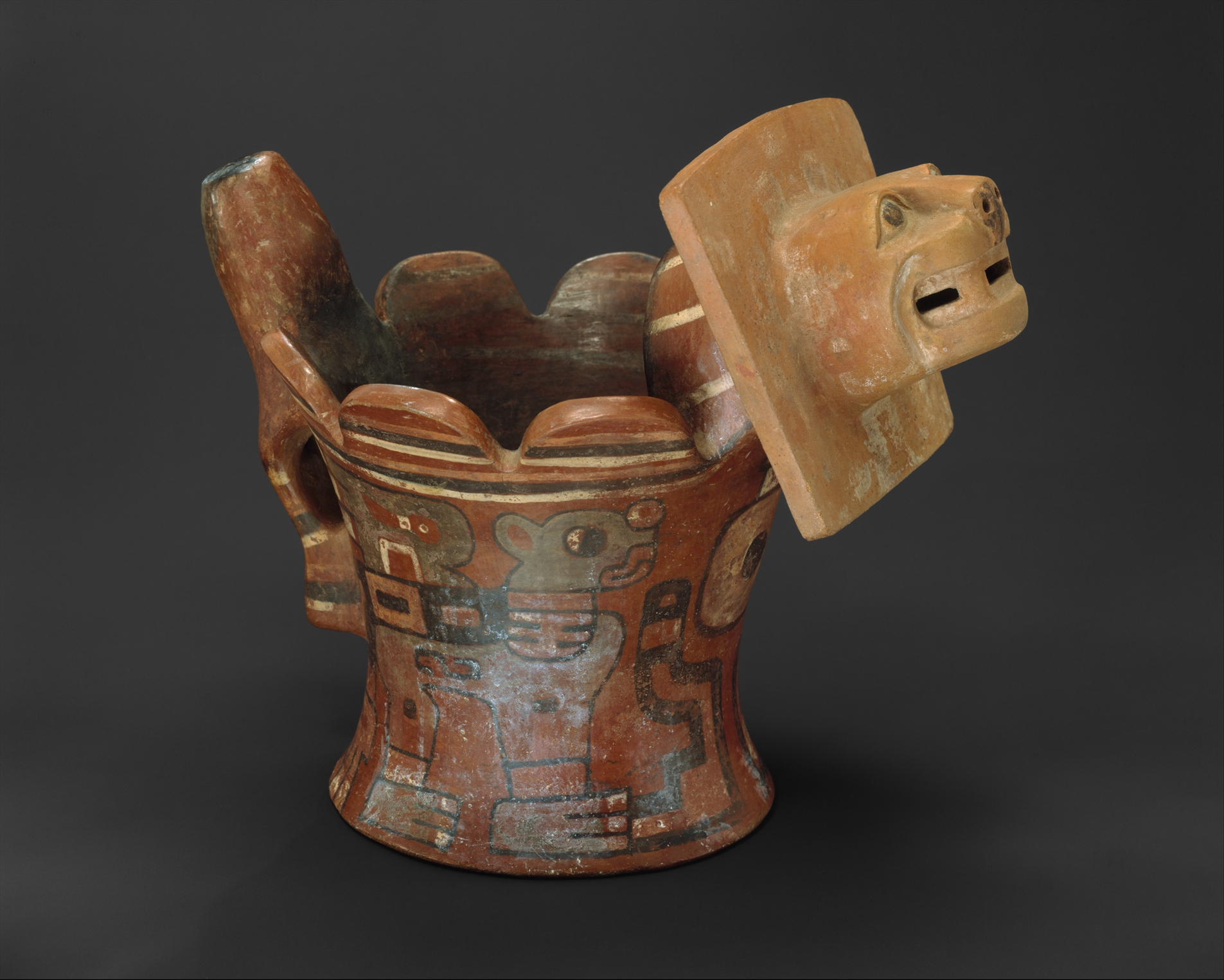
Incensario
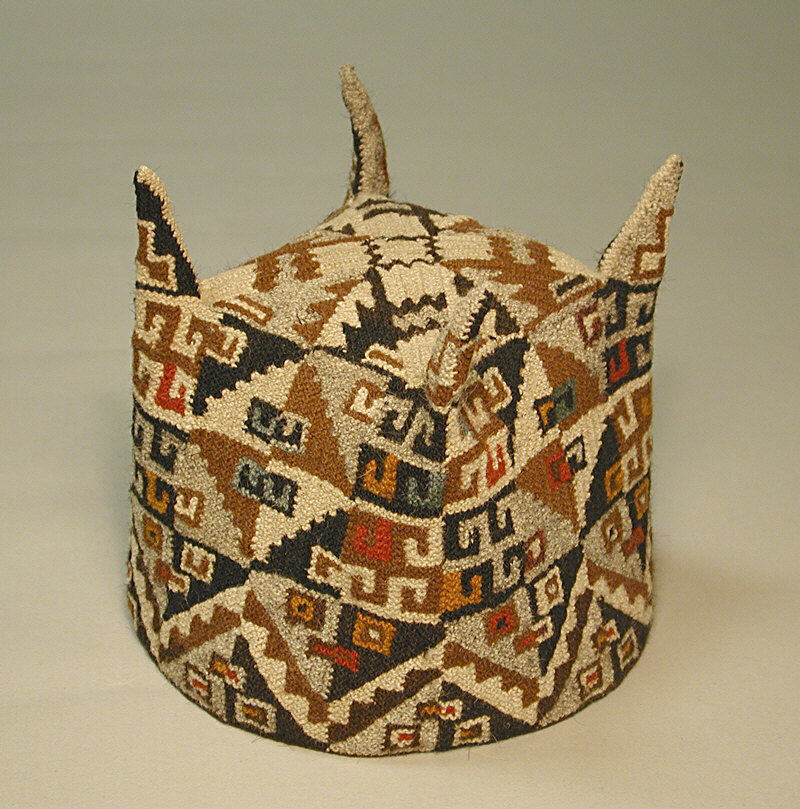
Vierzipflige Mütze
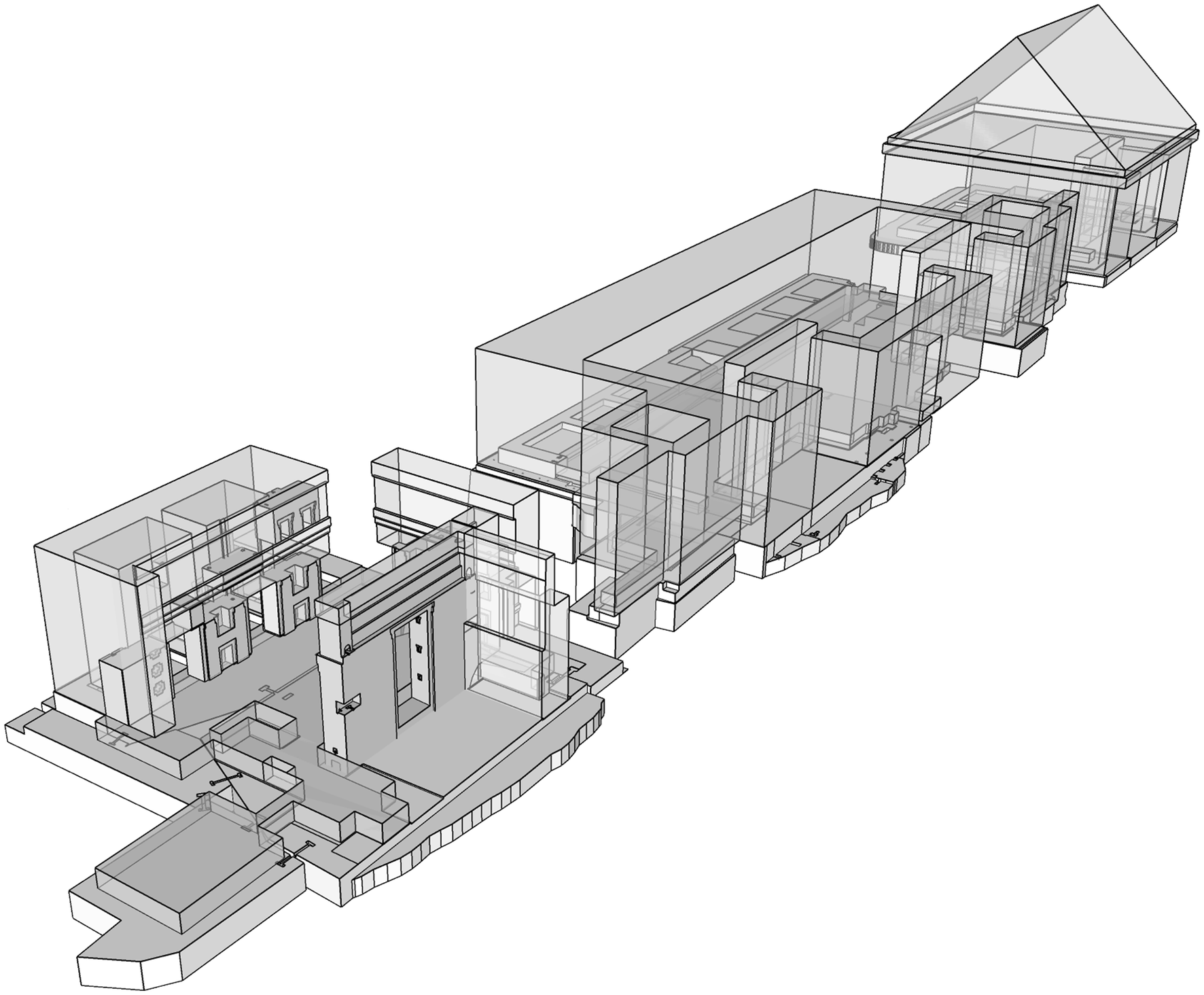
Rekonstruktion von Pumapunku

#### Chimú
Die Chimú-Kultur war im Andenraum die letzte, die sich noch gegen die Inka behaupten konnte – erst 1470, kurz vor der Entdeckung Amerikas durch Kolumbus, wurde der letzte König Minchancaman besiegt und sein Reich dem der Inka eingegliedert. Das Kunsthandwerk der Chimú war von zunehmender Massenfertigung geprägt; Keramiken wurden in Formen gebrannt, in der Hochphase der Produktion waren allein in der Hauptstadt Chan Chan über zehntausend Handwerker gleichzeitig tätig. Menschliche Figuren, Fische und – vor allem in der Textilkunst – stilisierte Vögel sind die beliebtesten Motive der Chimú.

#### Inka

Die Inka-Stadt Machu Picchu, errichtet im 15. Jahrhundert

Die Inka vereinten ab dem 13. Jahrhundert sämtliche in der Andenregion bestehende Kulturen in einem einzigen Reich. Ihre ureigenste Kunstform ist infolge des umfangreichen Städtebaus die Architektur. Die dabei verwendeten Steine blieben überwiegend naturbelassen, was damit zusammenhängen mag, dass die Inka ihnen magische und überirdische Qualitäten beimaßen und so dem Material selbst noch vor seiner Verarbeitung die größte sinnhafte Bedeutung beimaßen. Malerei und Bildhauerei übten sie entsprechend kaum aus, es gibt jedoch eine Reihe monumentaler Steinskulpturen, die als „Brüder“ der Herrscher galten, und einige Kleinplastiken, gefertigt überwiegend aus Holz und Metall, vor allem aus Gold. Die Verzierung von Keramiken und Textilien ist einfach, überwiegend geometrisch und spiegelt so die Architektur, figürliche Darstellungen sind hingegen ausgesprochen selten. Mit der spanischen Eroberung ging schließlich auch die Inka-Kultur unter.

## Rezeption

### Präkolumbische Kunst und die Konquistadoren

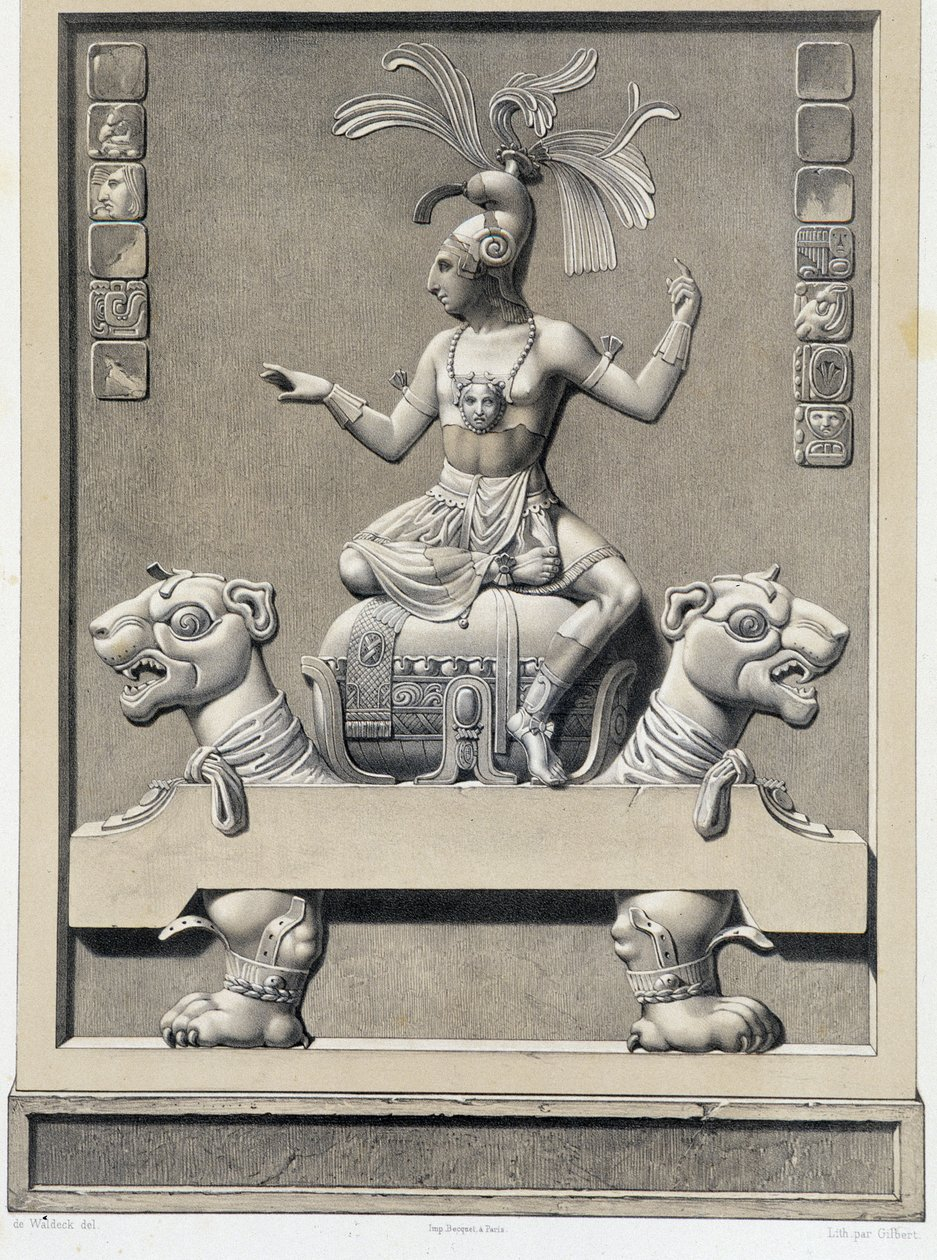
Johann Friedrich von Waldeck, The Beau Relief, 1832

Nach der Eroberung und Plünderung der Aztekenstadt Tenochtitlan durch die Konquistadoren unter Hernándo Cortés 1520 wurden einige der wertvollsten Objekte an Karl V. geschickt, der sie in Brüssel ausstellen ließ. Zu den dort ausgestellten Goldschmiedearbeiten vermerkte Albrecht Dürer in seinem Notizbuch:

„Auch sah ich die Dinge, die man dem König aus dem neuen Goldland gebracht hat: Eine ganz goldene Sonne, einen ganzen Klafter breit, desgleichen einen ganz silbernen Mond, eben so groß, desgleichen zwei Kammern voll Rüstungen der Leute dort […] und allerlei wundersame Gegenstände zu mancherlei Gebrauch, was da viel schöner anzusehen ist als Wunderdinge. Diese Sachen sind alle so kostbar gewesen, dass man sie hunderttausend Gulden wert schätzt. Ich aber habe all mein Lebtag nichts gesehen, das mein Herz so sehr erfreut hätte, wie diese Dinge. Denn ich sah darunter wunderbare, kunstvolle Sachen und verwunderte mich über die subtilen Ingenia der Menschen in fremden Landen. Ja ich kann gar nicht genug erzählen von den Dingen, die ich da vor mir gehabt habe.“

Seine Zeitgenossen teilten diese Art der Wertschätzung jedoch nicht und ließen die bestenfalls als exotische Kuriositäten angesehenen Metallkunstwerke im Laufe der Zeit nahezu allesamt einschmelzen, weil sie ihren eigentlichen Wert vor allem im verwendeten Material sahen. Erst im 19. Jahrhundert setzte in dieser Hinsicht ein grundlegender Paradigmenwechsel ein. Johann Friedrich von Waldeck hielt während seiner Reisen nach Amerika Skulpturen und Reliefs der Maya erstmals zeichnerisch fest, und wenngleich diese Darstellungen offensichtlich nicht originalgetreu und stark an die neoklassizistische Ästhetik des Zeitgeschmacks angeglichen sind, so zeigen sie doch seine ernsthafte Anerkennung der Motive als „schöner“ und „erhabener“ Kunstwerke.

### Forschungsgeschichte

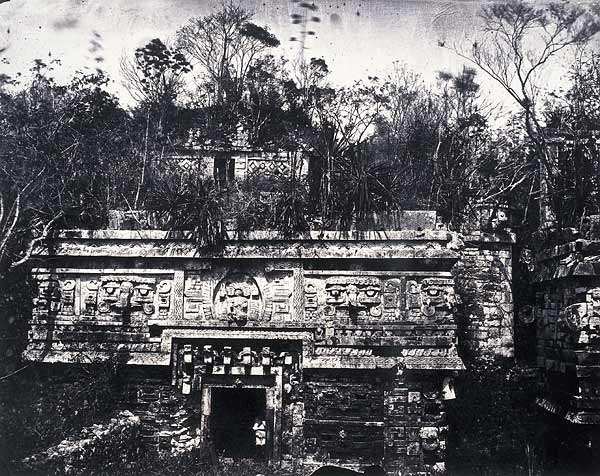
Fassade in den Ruinen von Chichén Itzá, Fotografie von Désiré Charnay, 1859–60

Bereits die Konquistadoren, von Habsucht ebenso wie von Neugier getrieben, lieferten in ihren Berichten über die Eroberungen auch Angaben zu den von ihnen aufgefundenen Kunstgegenständen. Hernándo Cortés beschreibt in den Cartas de relación vor allem Stücke aus Edelmetall, aber auch Federarbeiten und Bildhauerei; ebenfalls aufschlussreich sind etwa die Aufzeichnungen von Francisco Pizarro und Bernal Díaz del Castillo. Die nachfolgenden Beschreibungen der überwiegend franziskanischen und jesuitischen Missionare über Geschichte, Kult und Religion der indigenen Völker Amerikas sind trotz ihrer tendenziösen Färbung noch immer hilfreich zum Verständnis der hinter der präkolumbischen Kunst stehenden Welt- und Menschenbilder.
Seit der Mitte des 18. Jahrhunderts war die Erkundung Amerikas durch die Europäer von einer zunehmenden Wissenschaftlichkeit geprägt. Mit ihr einher ging nun die archäologische Erforschung der in Ruinen liegenden verlassenen Städte. Thomas Jefferson, der spätere dritte Präsident der Vereinigten Staaten, führte an Indianergräbern in Virginia die wohl erste stratigraphische Untersuchung Amerikas durch. Zunehmend bemühte man sich auch um den längerfristigen Erhalt der aufgefundenen Kunstwerke: So rettete beispielsweise der italienische Historiker und Antiquar Lorenzo Boturini Benaduci zahlreiche Bilderhandschriften vor dem sicheren Verfall.
Im 19. Jahrhundert führte vor allem eine gesteigerte Reiselust die Europäer in die exotischen Urwälder Mittel- und Südamerikas. Besondere Erwähnung verdient Alexander von Humboldt, der infolge seiner wissenschaftlichen Neuentdeckung Amerikas im Rahmen seiner Forschungsreise 1799–1804 bisweilen mit dem Titel eines zweiten Kolumbus bedacht wird. Zunehmend gipfelte die archäologische Erforschung Amerikas jedoch auch in Raubgrabungen: Désiré Charnay reiste nach Amerika vor allem, um Material für französische Museen zu gewinnen, war jedoch auch, neben Teobert Maler, ein Pionier der wissenschaftlichen Fotografie.
Beginnend mit dem 20. Jahrhundert bildete sich schließlich die Altamerikanistik als eigenständige Disziplin heraus. Sylvanus Morley war in dieser Zeit einer der wichtigsten Forscher über die Maya-Kultur und machte seine Erkenntnis durch populärwissenschaftliche Schriften einem zunehmend breiten Publikum zugänglich. Eduard Seler begann die sprachwissenschaftliche Erarbeitung von Bilderhandschriften, ein wichtiger deutscher Archäologie war Max Uhle, der für die Grabungen in Südamerika deutlich strengere Standards setzte. Seitdem ist die Forschung vor allem um eine Verfeinerung der Technik und Methodik bemüht. Daneben wurden jedoch auch noch bis in die zweite Hälfte des zwanzigsten Jahrhunderts regelmäßig neue, bislang unbekannte und unerforschte präkolumbische Ruinenstädte entdeckt. In der kunstgeschichtlichen Forschung und kunstkritischen Würdigung begann nun schließlich eine grundlegende Neubewertung präkolumbischer Ästhetik; unter den zahlreichen Beiträgen zu dem Thema sind etwa die Schriften Paul Westheims zu nennen, die vor allem in Mexiko selbst umfangreich rezipiert wurden, unter anderem vom späteren Literaturnobelpreisträger Octavio Paz.

### Rezeption in der modernen Kunst

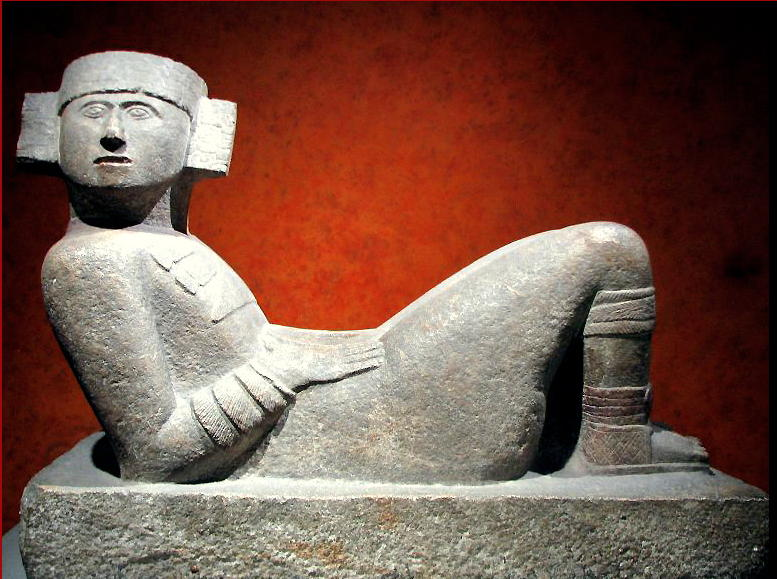
Chak-Mool-Statue der Maya-Kultur

In der modernen, insbesondere primitivistischen Kunst wurde seit dem 19. Jahrhundert ein Anknüpfen nicht nur an afrikanische Kunsttraditionen, sondern auch an die Ästhetik präkolumbischer Kunst versucht. Paul Gauguin, der seine ersten Lebensjahre in Peru verbrachte, imitierte figürliche Keramiken der Moche-Kultur; Henry Moore ließ sich zu Beginn seiner Laufbahn als Bildhauer von einem im Palais du Trocadéro in Paris ausgestellten Abdruck einer Chak-Mool-Plastik inspirieren, die sein gesamtes Werk entscheidend prägen sollte.
Die Haltung moderner Künstler zur präkolumbischen Kunst war jedoch nicht einhellig affirmativ; sie galt oft als zu monumental, starr und repetitiv. Dennoch vermochte Pablo Picasso in einer Konversation mit Brassaï ein einzelnes Kunstwerk wie die aztekische Skulptur eines Kopfes mit dem Reichtum einer Kathedralenfassade zu vergleichen. In späterer Zeit hat sich Jackson Pollock von der Chavín-Kultur beeinflussen lassen, und Strömungen wie Land Art trugen in den 1960er Jahren erheblich zur kunsthistorischen Würdigung von Phänomenen wie den Nazca-Linien bei.
Auch die neuzeitliche lateinamerikanische Kunst mit Vertretern wie Joaquín Torres García, Roberto Matta und Rufino Tamayo suchte und fand in der Kunst untergegangener indigener Völker vielfach Inspiration. Im Werk der Malerin Frida Kahlo insbesondere dient die aztekische Bildwelt deutlich der Versicherung einer nationalen mexikanischen Identität und verbindet die ästhetische mit der politischen Dimension. Ihr Mann Diego Rivera tat sich auch in der Sammlung präkolumbischer Kunst hervor; die über 50.000 Objekte seiner Sammlung sind heute im Museo Anahuacalli in Mexiko-Stadt ausgestellt.

### Öffentliche Sammlungen und Museen
Die zunehmende Anerkennung künstlerischer Artefakte der indigenen Völker Amerikas nicht nur als ethnographische Objekte, sondern als ästhetisch bedeutsame Kunstwerke zeigte sich 1923 in der Ausstellung von Kunstwerken der Maya in einem separaten Raum des British Museums in London und 1925 in der Eröffnung einer eigenen Abteilung für indianische Kunst im Denver Art Museum. Auch andere weltweit bekannte und angesehene Galerien und Museen richteten im Laufe der Zeit eigene Abteilungen für präkolumbische Kunst ein, so etwa das Metropolitan Museum of Art in New York, das Museum of Fine Arts in Boston und das Cleveland Museum of Art. In Lateinamerika existieren neben dem Museo Anahuacalli und dem Museo Nacional de Antropología in Mexiko mit dem Museo Chileno de Arte Precolombino in Chile, dem gleichnamigen Museum in Peru und zahlreichen weiteren Regionalausstellungen eigene Museen für vorspanische Kunst. Größere Sammlungen präkolumbischer Kunst außerhalb Amerikas befinden sich heute im Museo de América in Madrid und im Ethnologischen Museum in Berlin-Dahlem.

### Präkolumbische Kunst auf dem internationalen Markt
Bis in die Mitte des 20. Jahrhunderts waren präkolumbische Artefakte auf dem internationalen Kunstmarkt nur selten vertreten. Ein Großteil erhaltener Objekte befand sich im Besitz öffentlicher Museen, und die zahlreichen Plünderungen in den vorausgegangenen Jahrhunderten hatten dazu geführt, dass altamerikanische Kunstwerke im Vergleich etwa zu solchen aus Ägypten, Persien oder China rein quantitativ nur von marginaler Bedeutung waren. Nach der Gründung unabhängiger lateinamerikanischer Nationalstaaten hatten diese zudem großes Interesse daran, die Ausfuhr neu aufgefundener Antiquitäten so weit als möglich zu beschränken und so das verbliebene kulturelle Erbe im eigenen Land zur nationalen Identitätsbildung und -konsolidierung nutzbar zu machen.
Ab der zweiten Hälfte des 20. Jahrhunderts führte das gestiegene Interesse an präkolumbischer Kunst auch zunehmend zu Fälschungen, Plünderungen und illegalem Export altamerikanischer Artefakte aus neu entdeckten Fundstätten in Mexiko und Guatemala. In Europa stellte der Schweizer Konservator Josef Müller ab 1920 derweil eine der größten und bedeutendsten Privatsammlungen präkolumbischer Kunst zusammen. Seine Erben versteigerten die Objekte 2013 bei Sotheby’s in Paris, nachdem der spanische Staat nicht die finanziellen Mittel aufbringen konnte, sie zu erwerben.